# James Wyatt

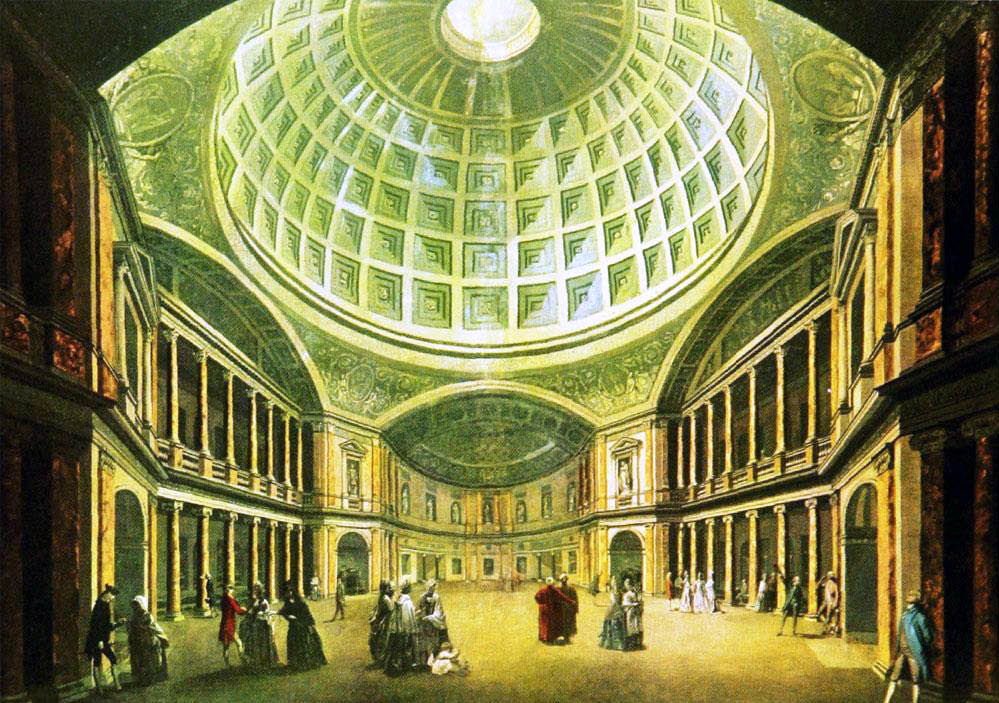
Pantheon em Oxford Street, destruído

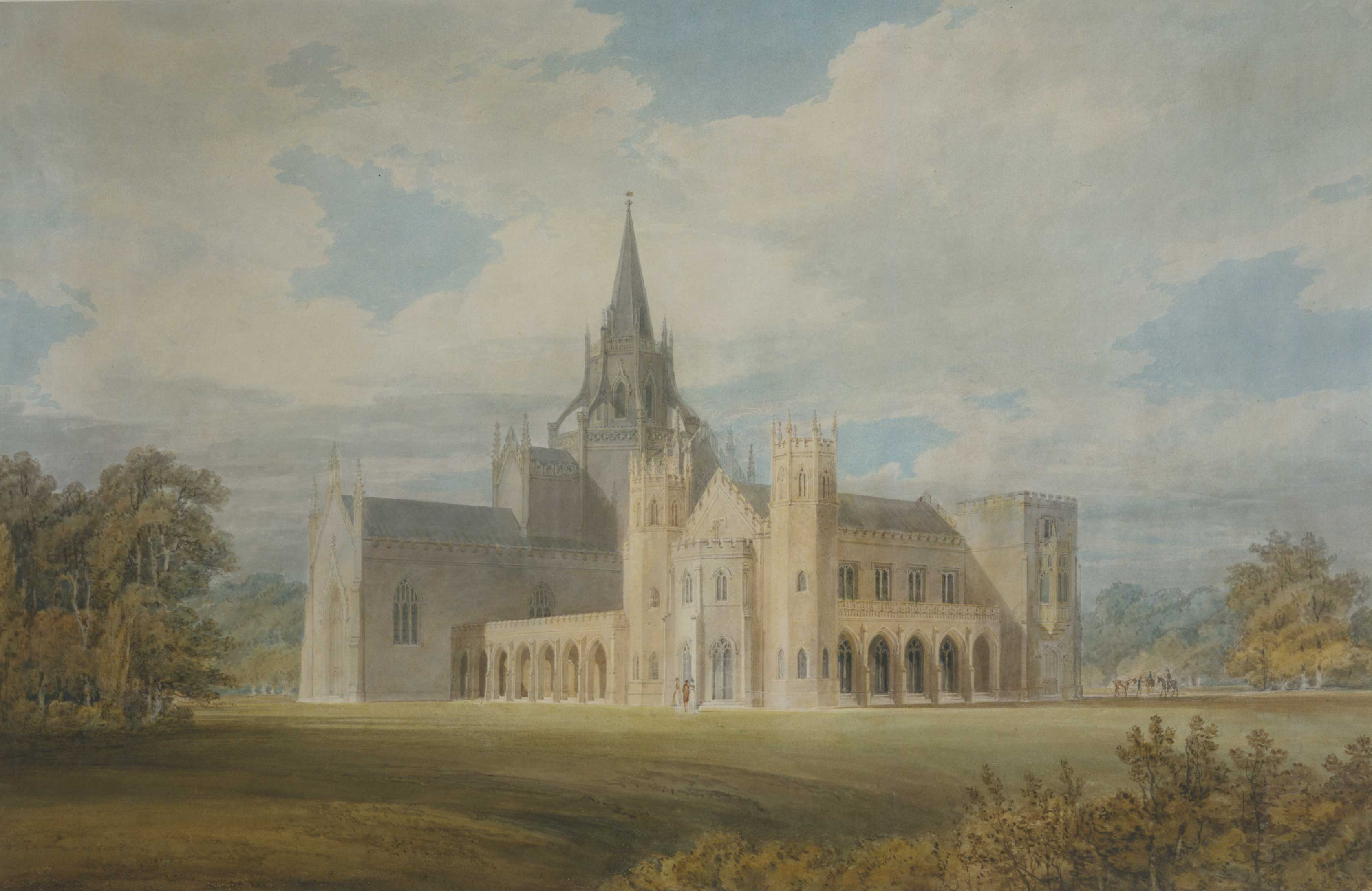
Fonthill Abbey, destruída

James Wyatt (Weeford, 3 de agosto de 1746 — Marlborough, 4 de setembro de 1813) foi um arquiteto inglês.

## Carreira
Rival de Robert Adam no estilo neoclássico, e que ultrapassou Adam em sua obra no estilo neogótico. Wyatt era o arquiteto de moda entre a aristocracia da época, produzindo extensíssima obra, e entre 1796-1813 foi o Surveyor General and Comtroller of the Works do reino, cargo de diretor das obras do rei. Foi eleito membro da Royal Academy (RA) em 15 de de fevereiro de 1785 e nomeado presidente da mesma de 1805 a 1806.
Em 1762 esteve em Itália, onde permaneceu seis anos, estudando em Veneza com Antonio Visentini. Regressado a Londres ficou famoso com o Panteão de Oxford Street (1770, destruído), um edifício destinado ao divertimento que constituía uma singular versão neoclássica da Basílica de Santa Sofia em Istambul.
Em breve realizaria muitíssimas obras e tornar-se-ia rival dos irmãos Adam. As obras de cariz neogótico e os restauros das catedrais inglesas ocuparam-lhe muitas encomendas. A Abadia de Fonthill (1796-1807, já demolida), uma casa de campo parecida com uma abadia, foi encomendada pelo excêntrico William Beckford. A sua Torre de Broadway (1797), de 17 metros construída em forma de castelo, exemplifica o estilo revivalista medieval que também era moda na altura.
Trabalhou nos restauros das catedrais de Salisbury, Durham e Hereford, com intervenções consistentes mas que lhe dariam a alcunha de "Wyatt, o destruidor".
Wyatt faleceu em consequência de um acidente de carruagem e está enterrado na Abadia de Westminster.

## Obras (selecionadas)

### Edifícios públicos

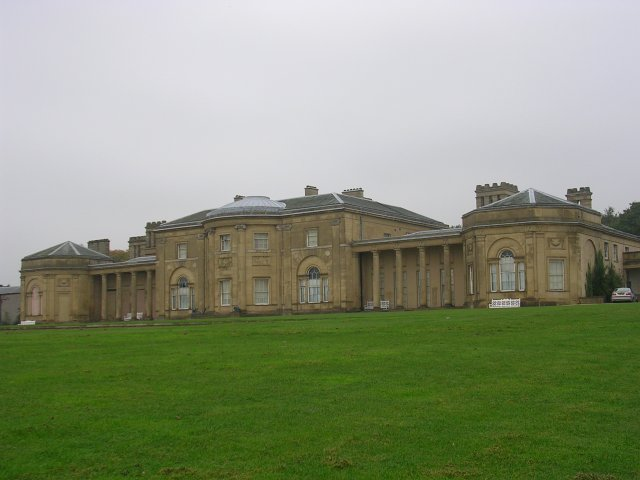
Heaton Hall
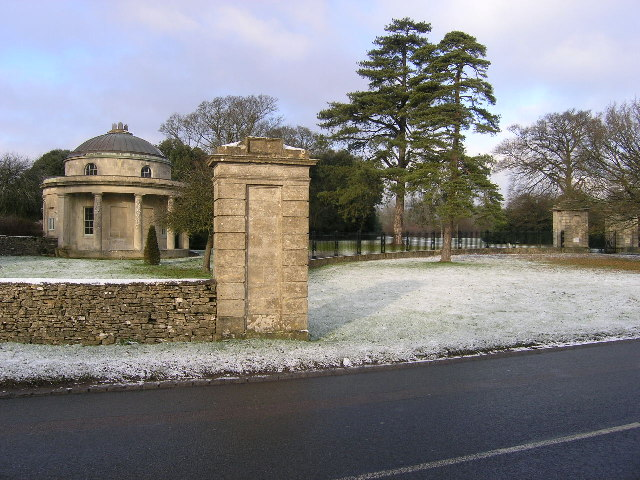
Bath Lodge, Dodington Park
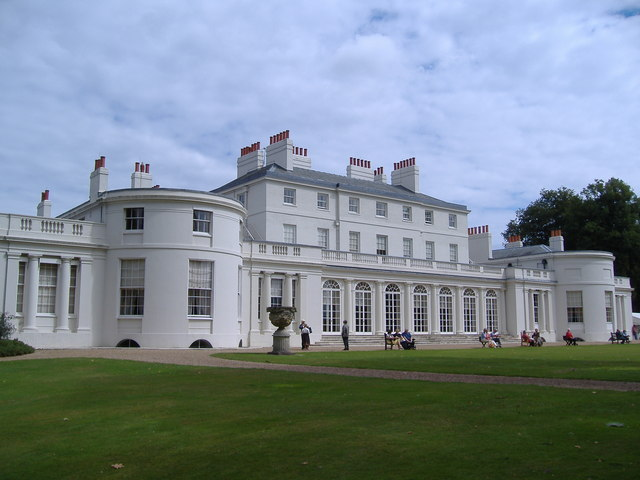
Frogmore House
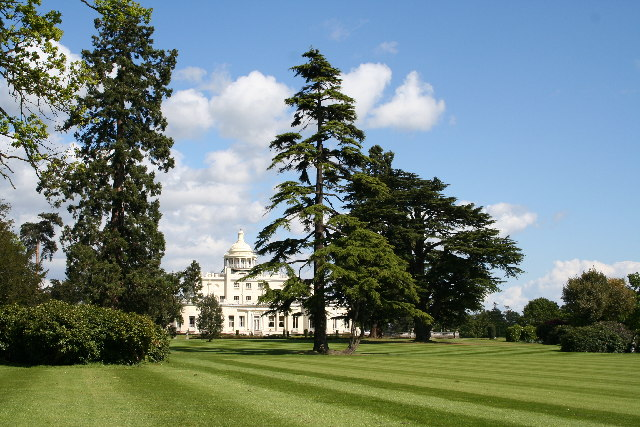
Stoke Poges Park
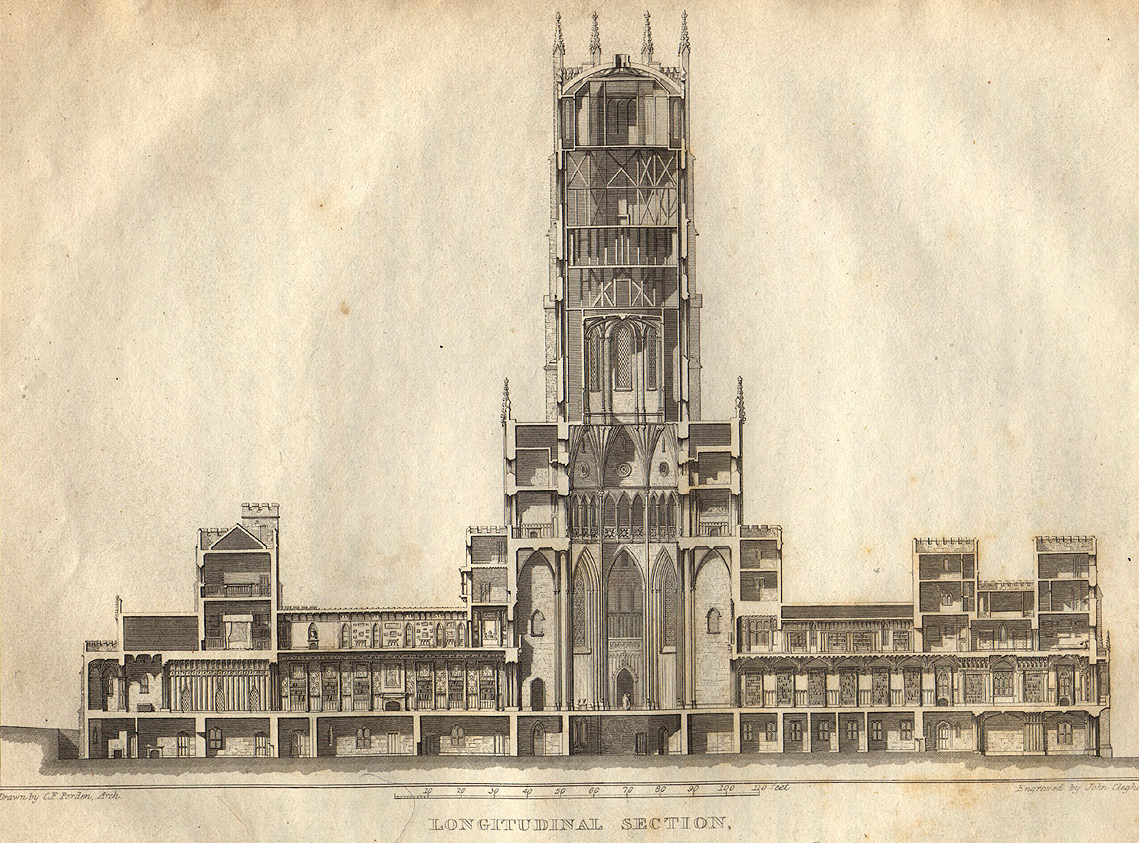
Cross Section, Fonthill Abbey
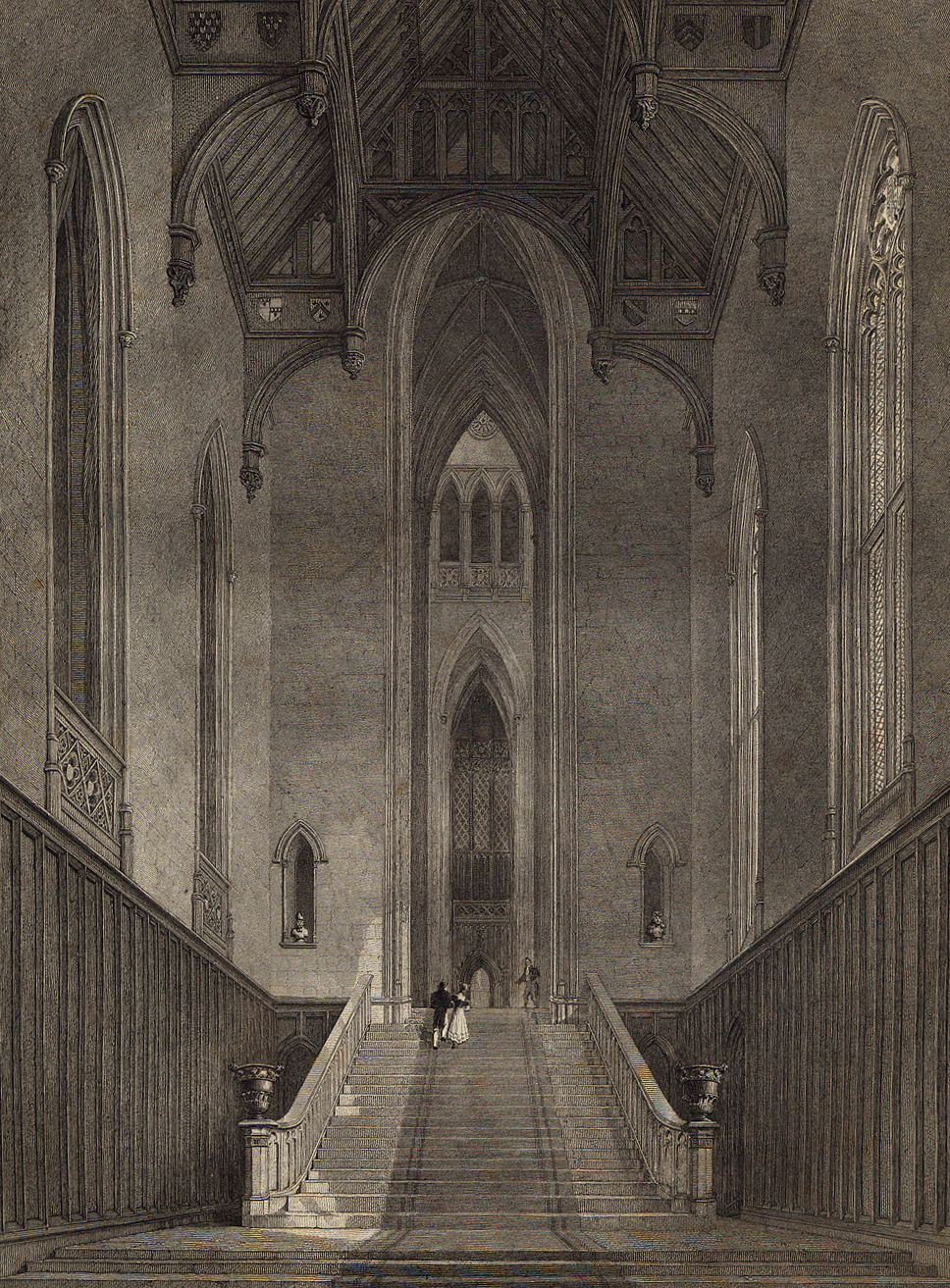
Hall, Fonthill Abbey
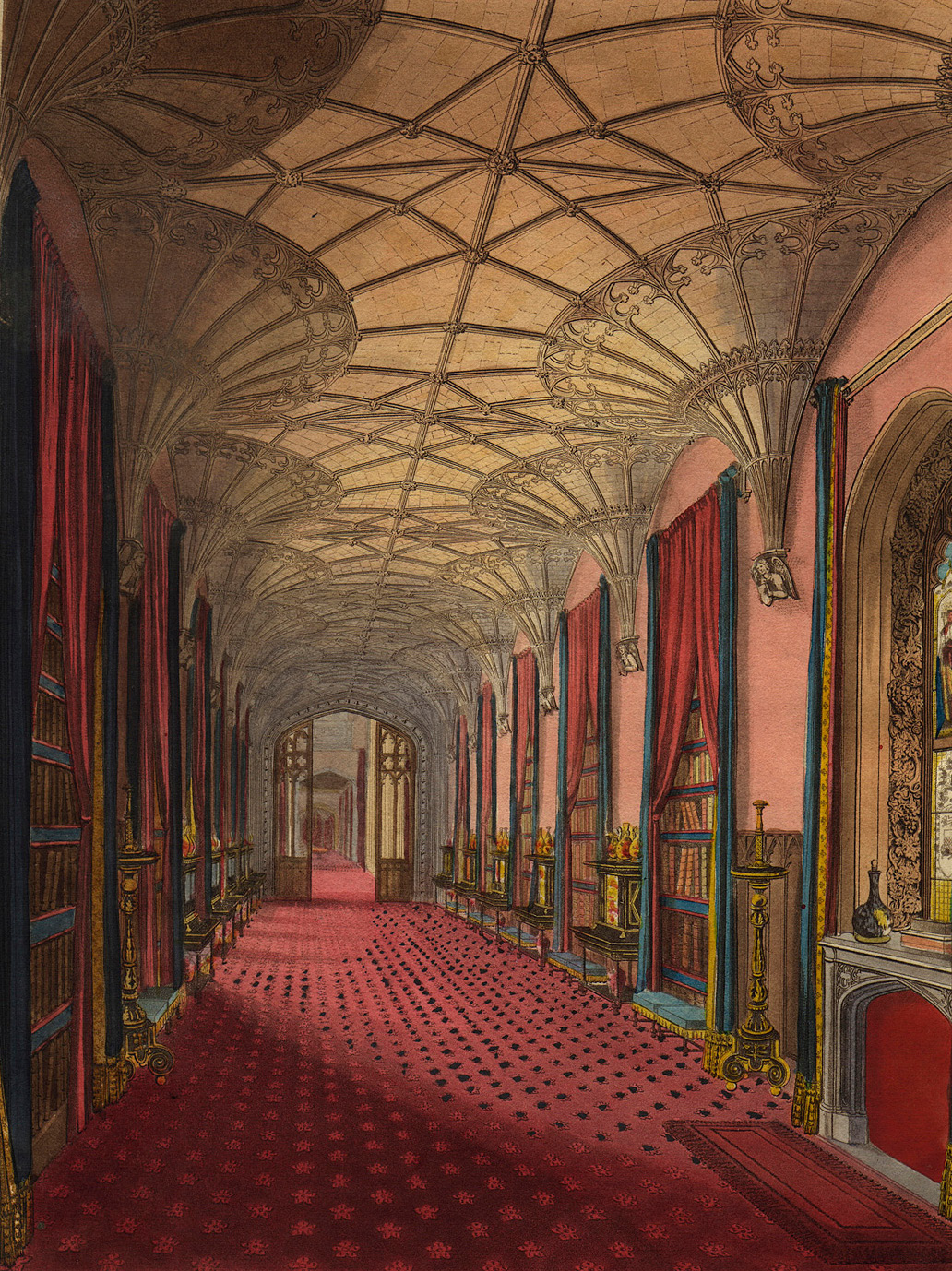
St michael's gallery, Fonthill Abbey
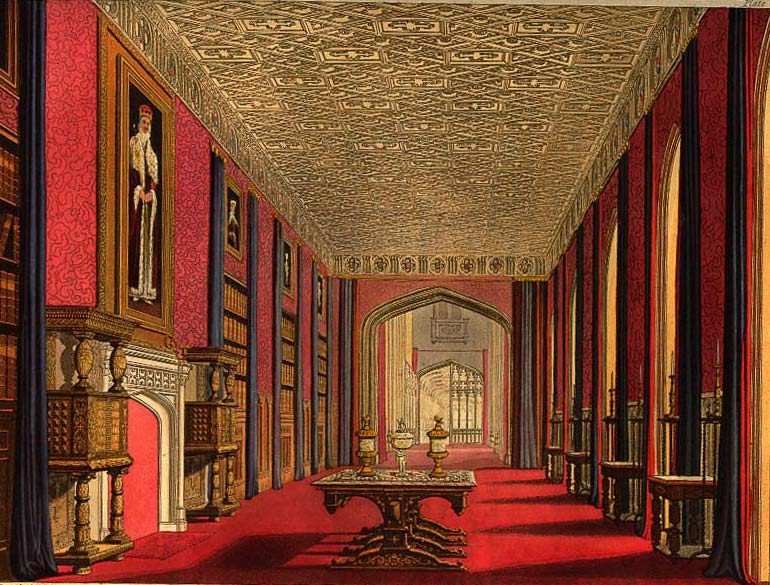
King Edward's gallery, Fonthill Abbey
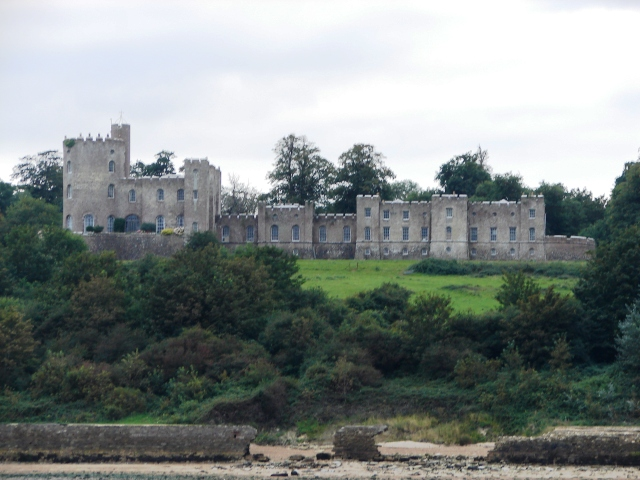
Norris Castle, Isle of Wight
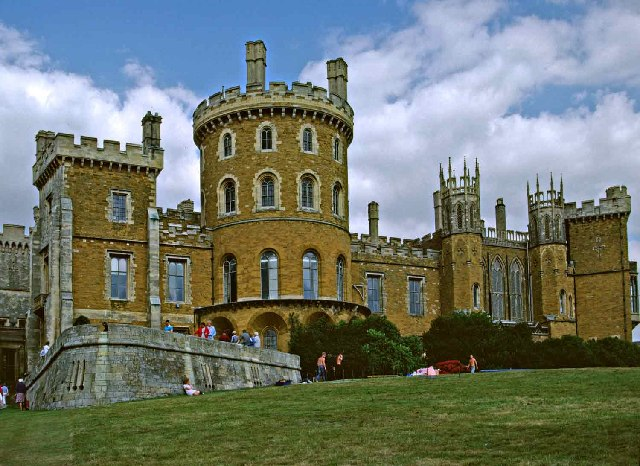
Belvoir Castle, south front
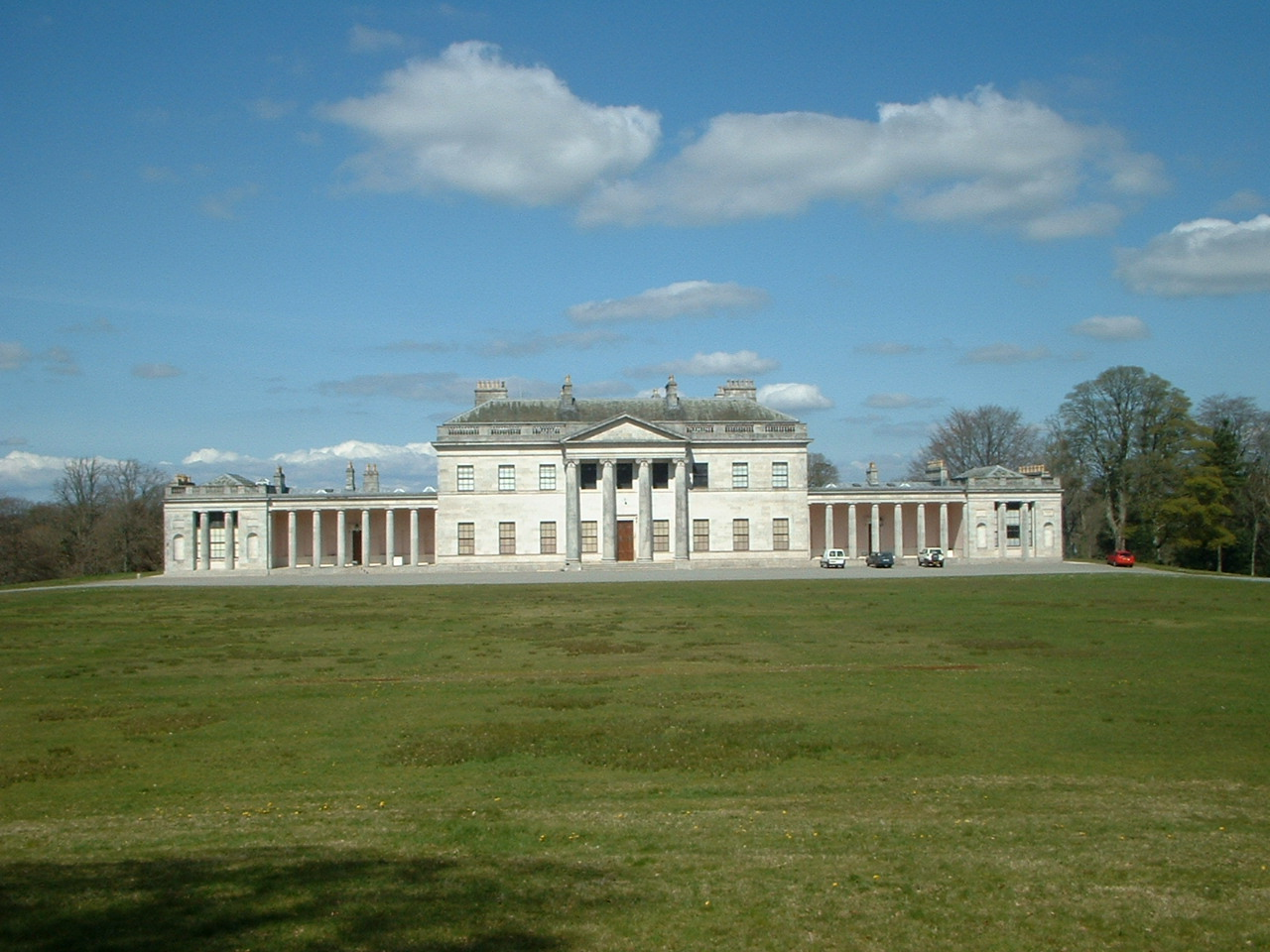
Castle Coole, Enniskillen
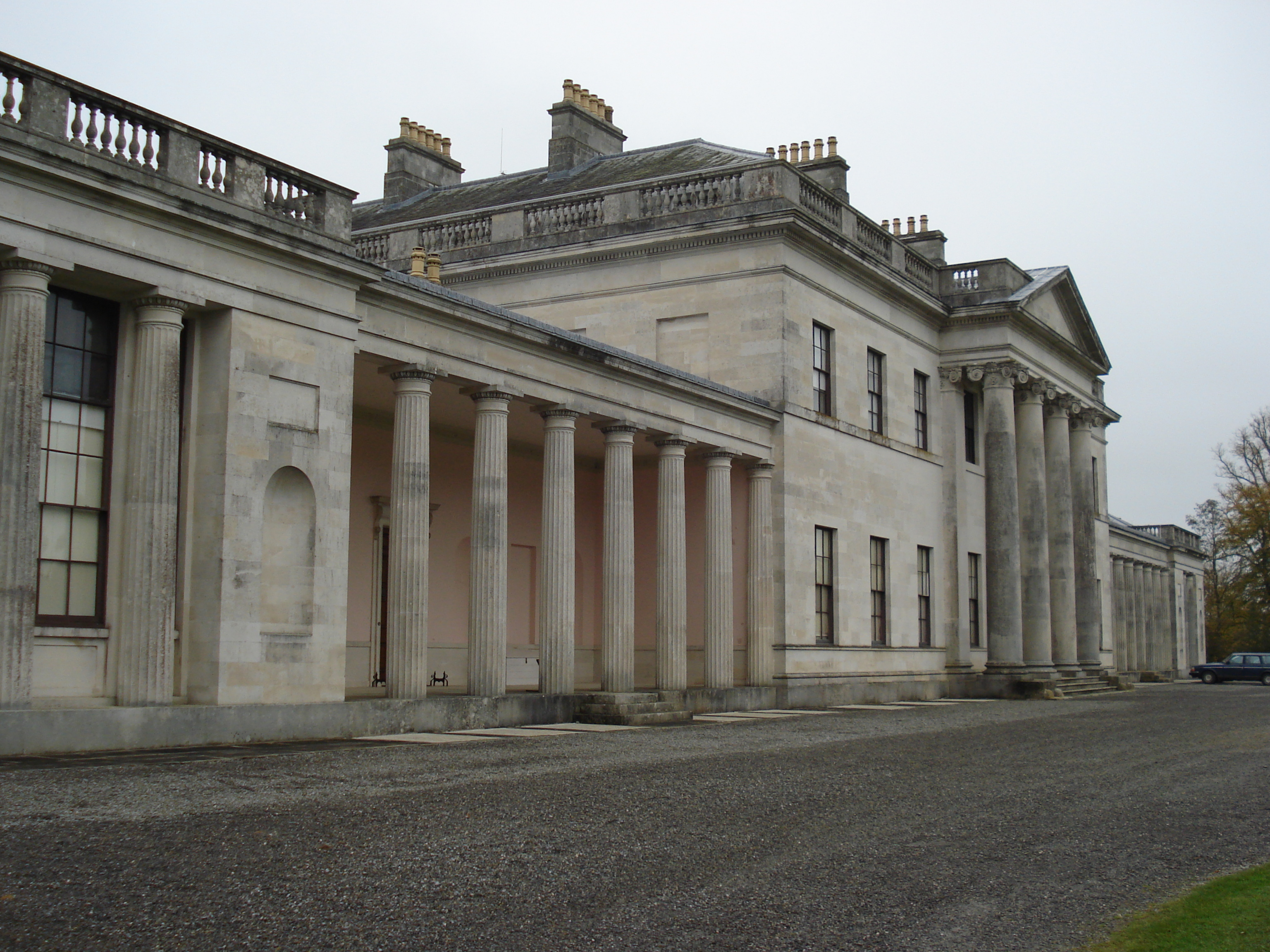
Castle Coole, Enniskillen
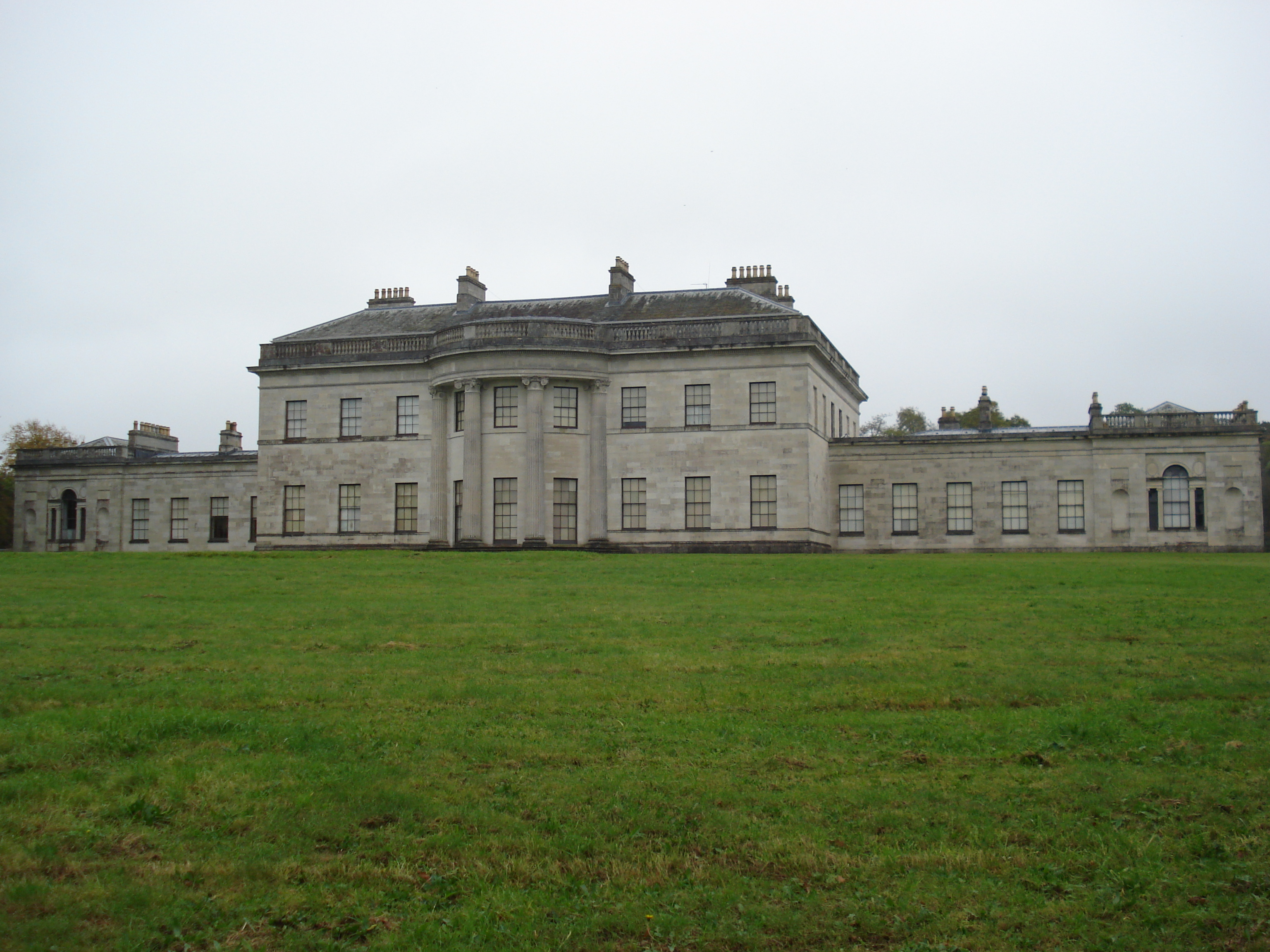
Castle Coole, Enniskillen
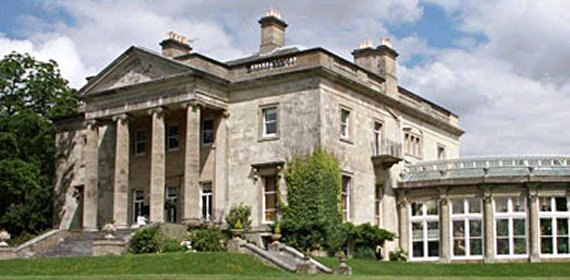
Gaddesden Place
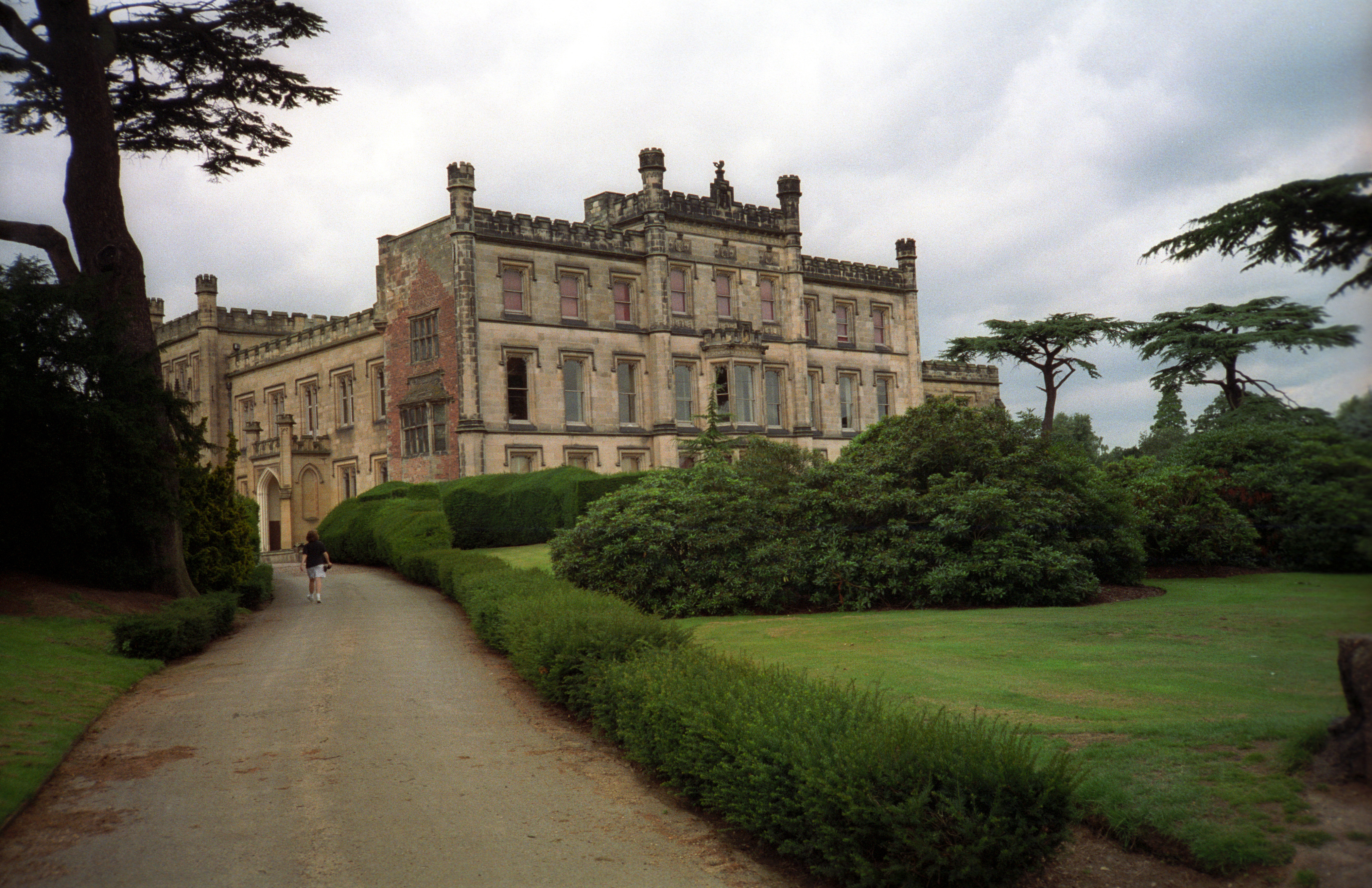
Elvaston Castle
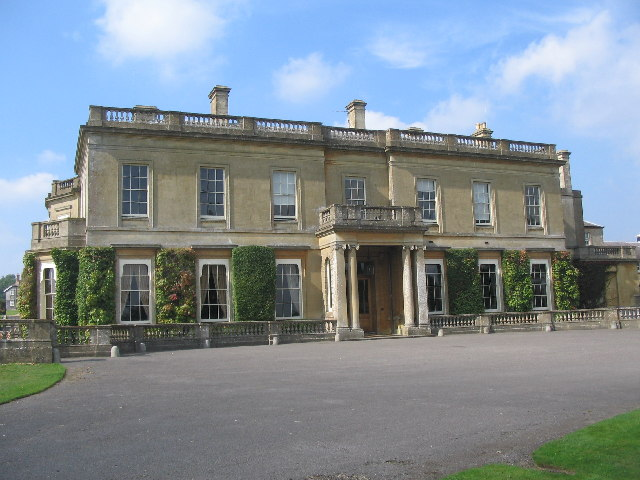
Hartham Park
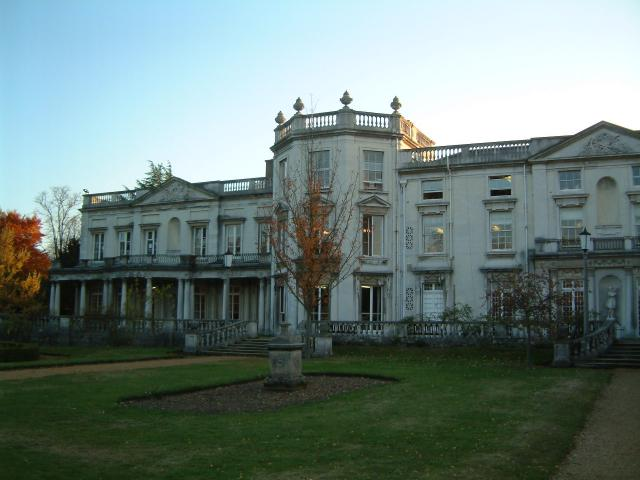
Grove House, Roehampton
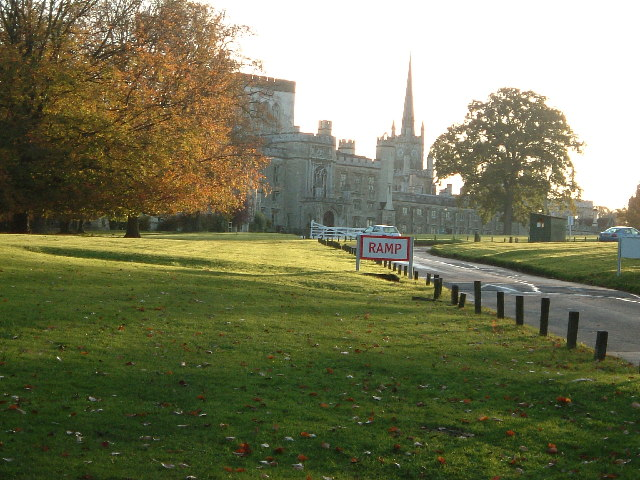
Entrance front, Ashridge
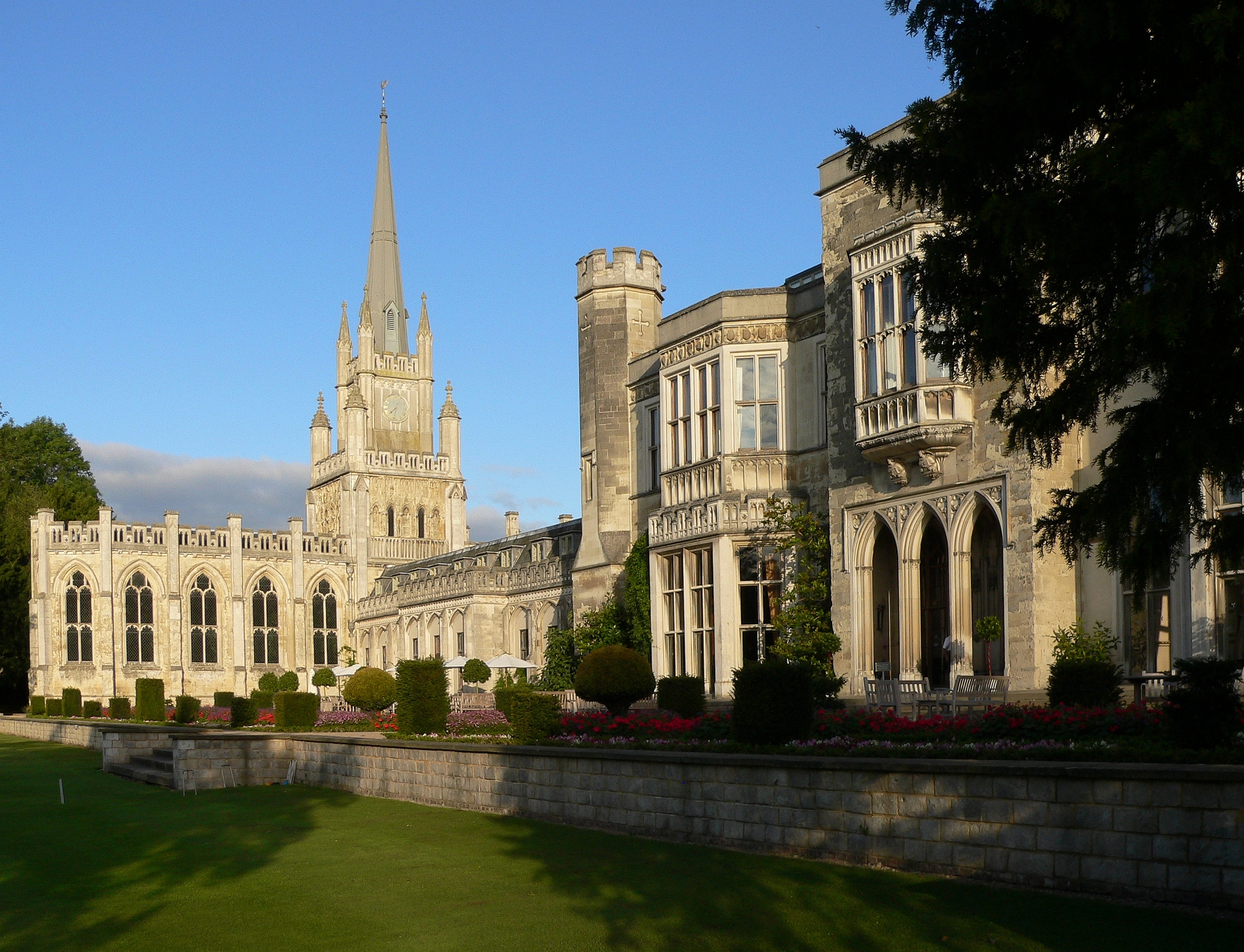
Garden front, Ashridge
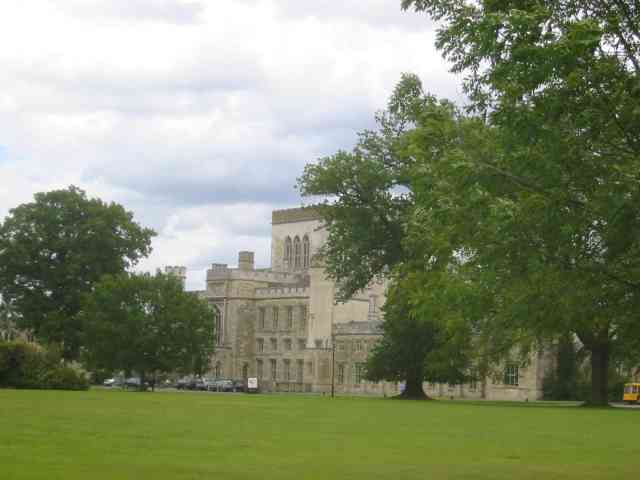
Ashridge House

### Igrejas

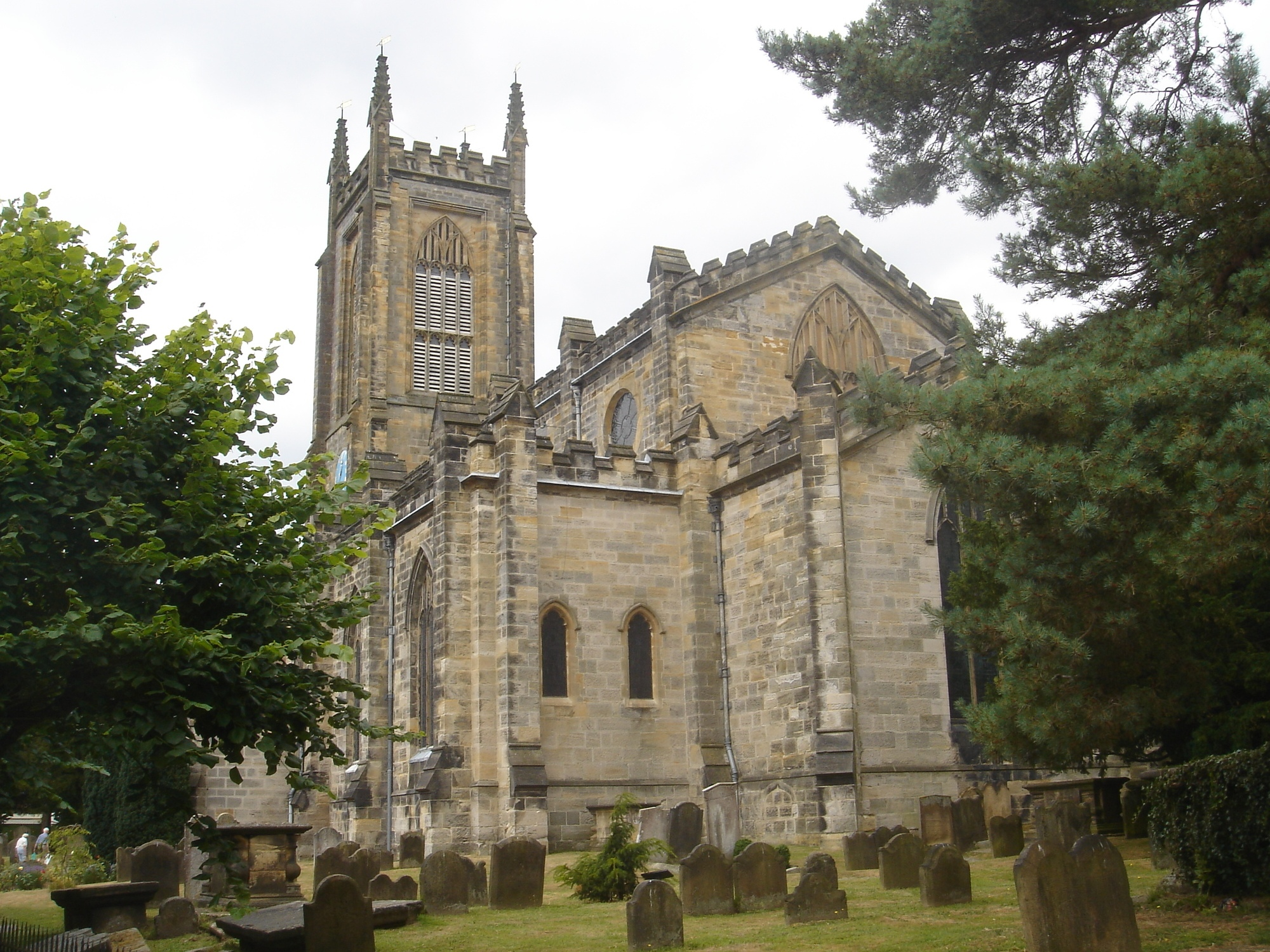
St. Swithun's Church, East Grinstead
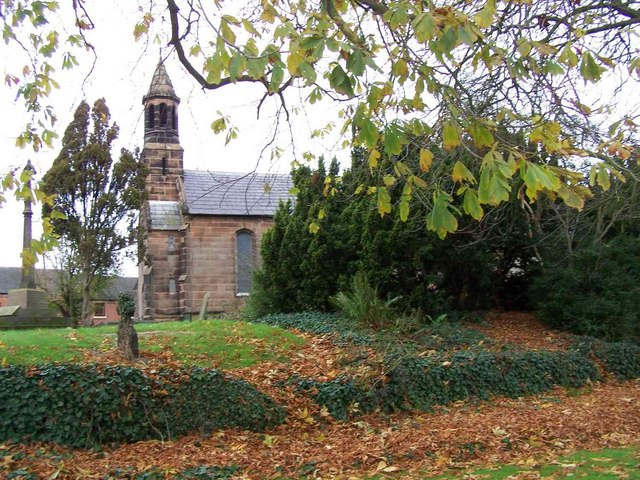
St. Mary's Weeford

### Casas de Campo

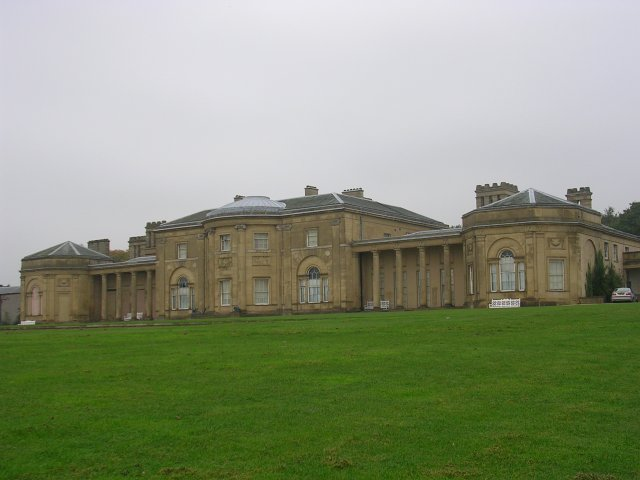
Heaton Hall
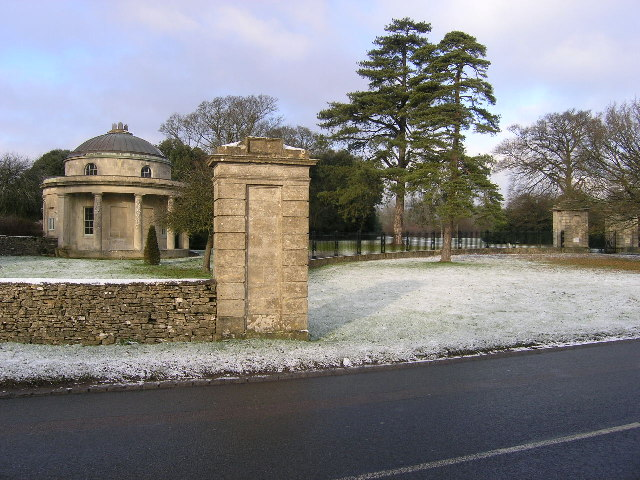
Bath Lodge, Dodington Park
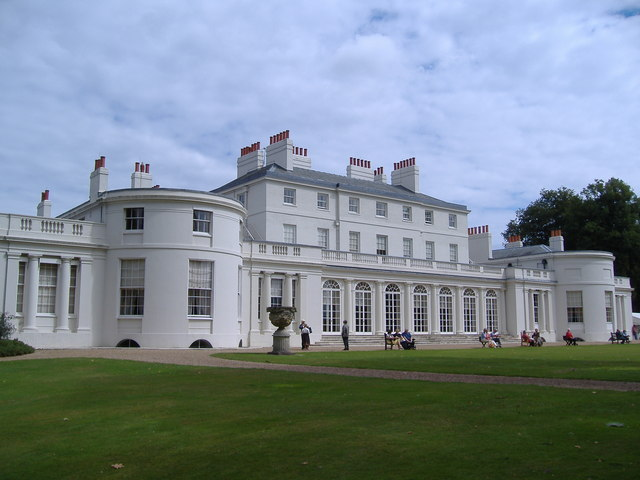
Frogmore House
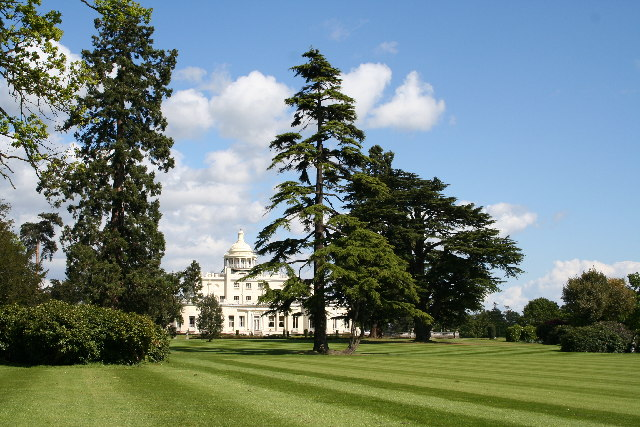
Stoke Poges Park
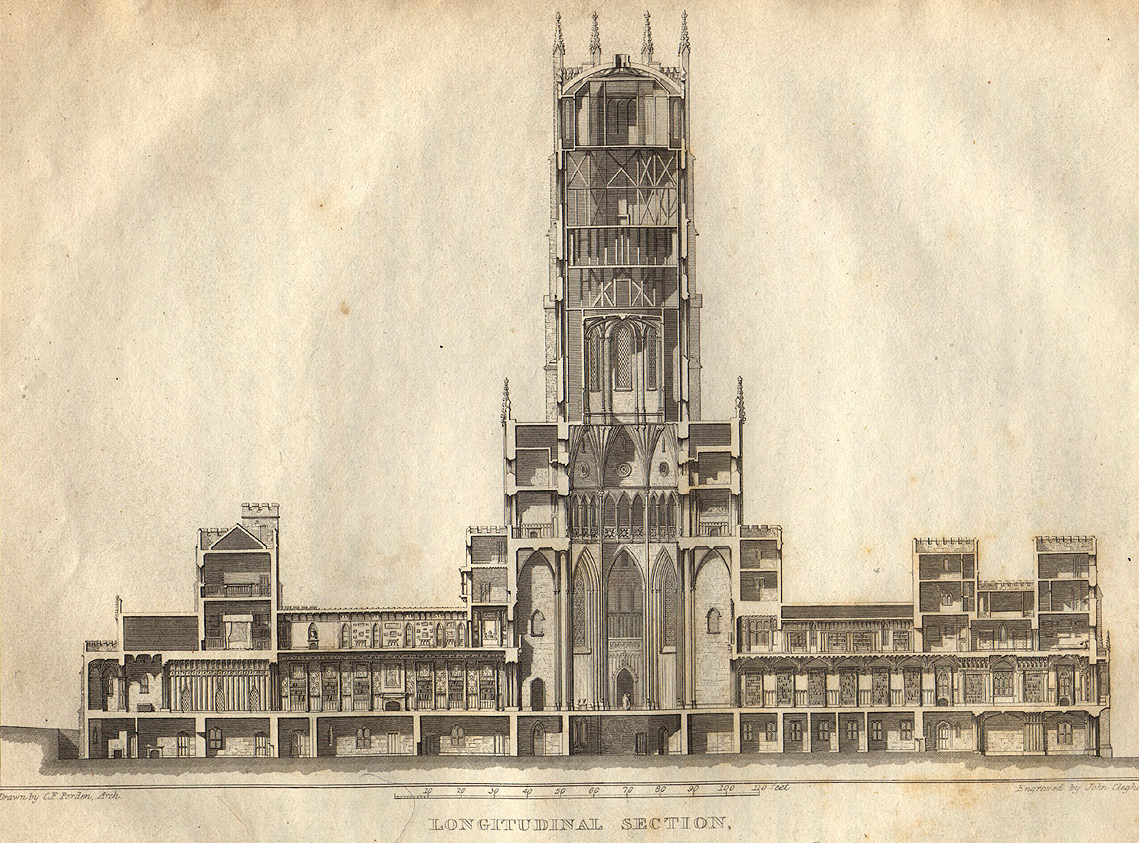
Cross Section, Fonthill Abbey
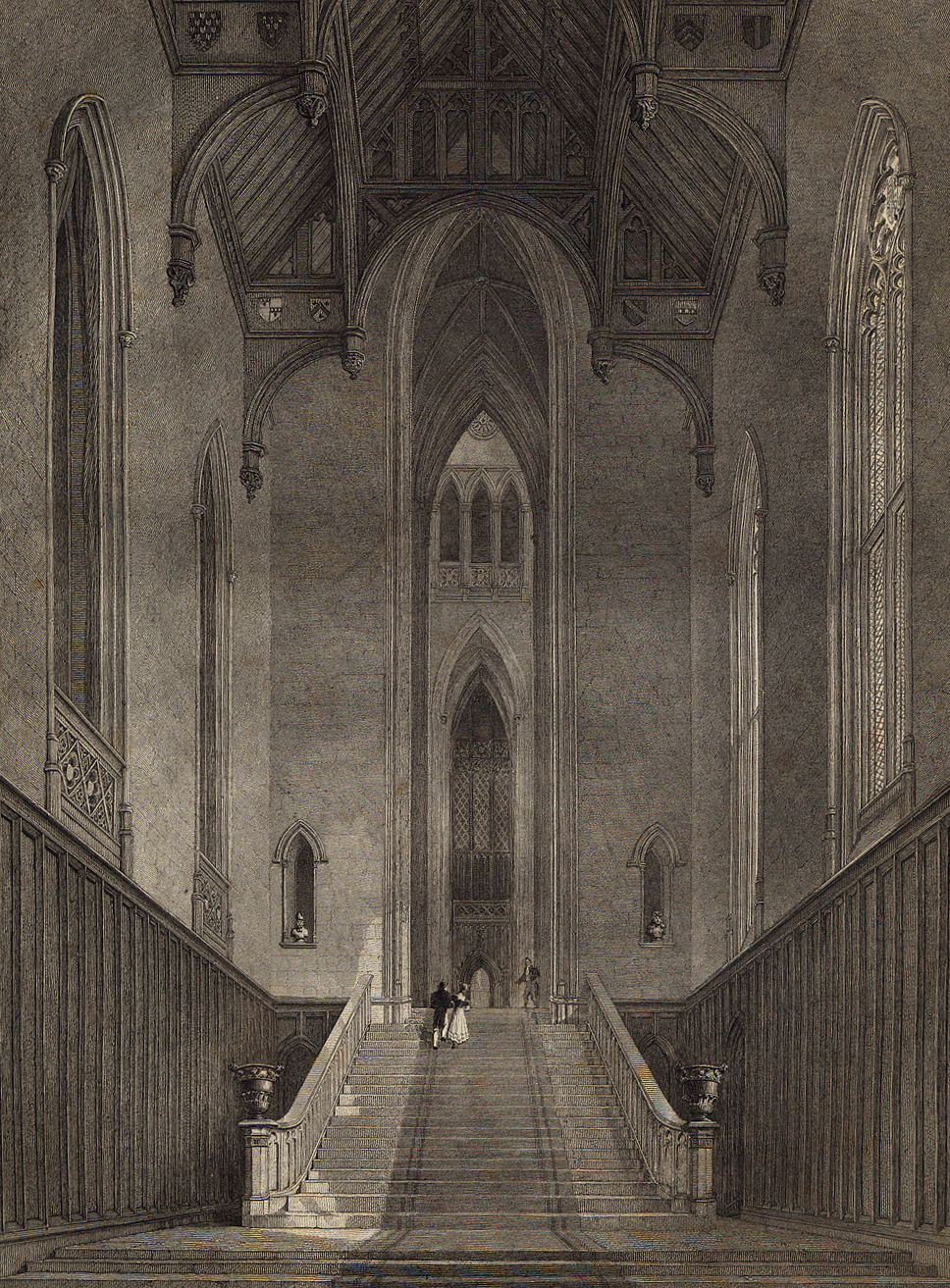
Hall, Fonthill Abbey
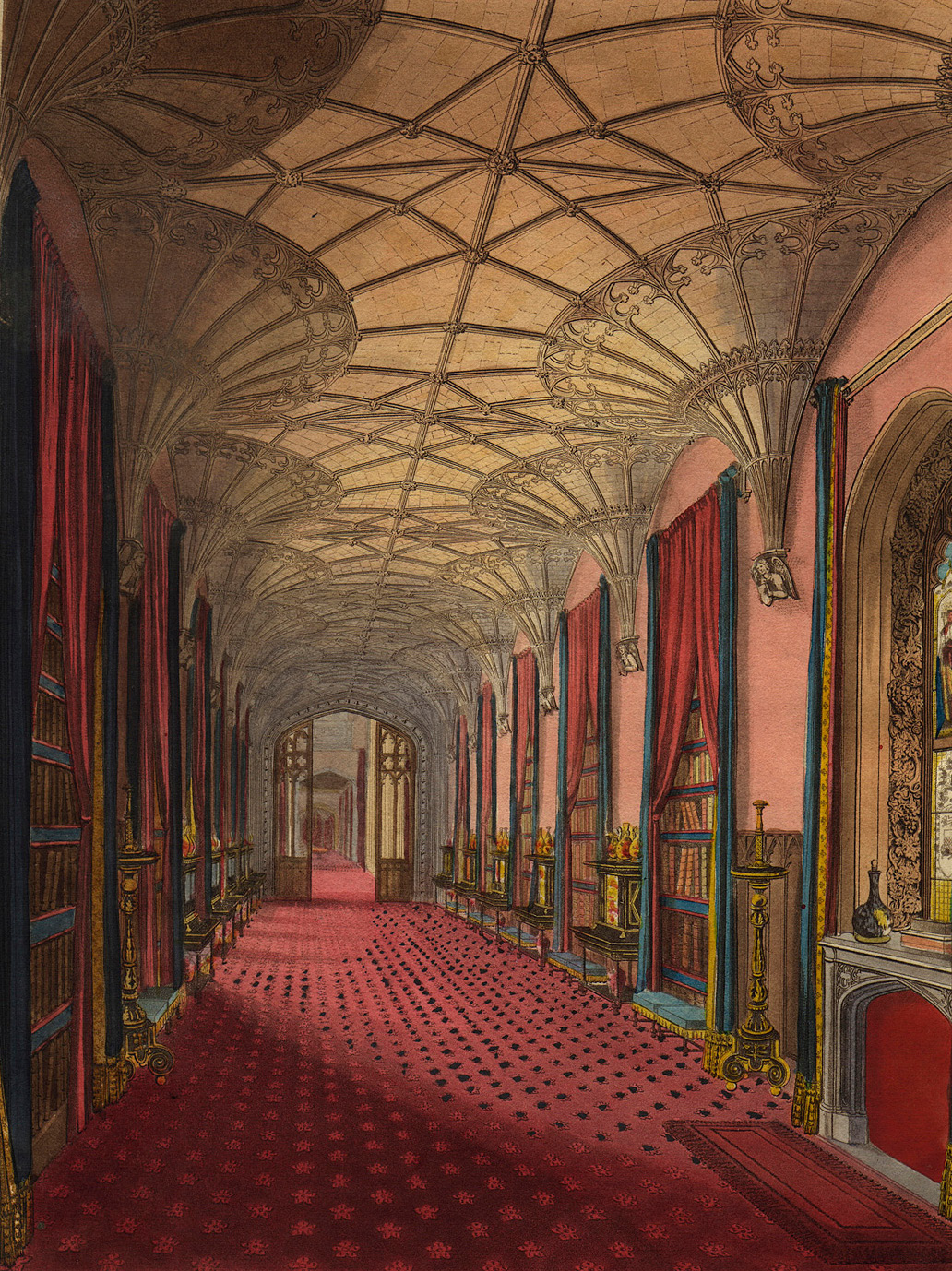
St michael's gallery, Fonthill Abbey
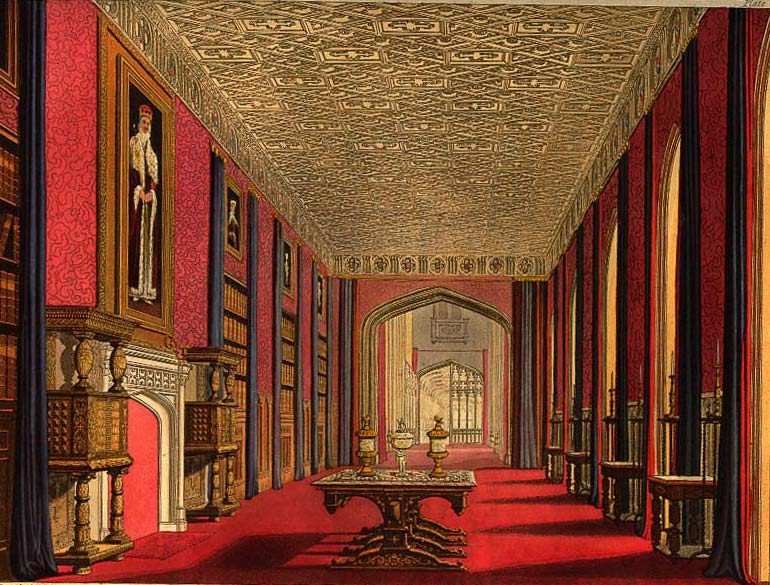
King Edward's gallery, Fonthill Abbey
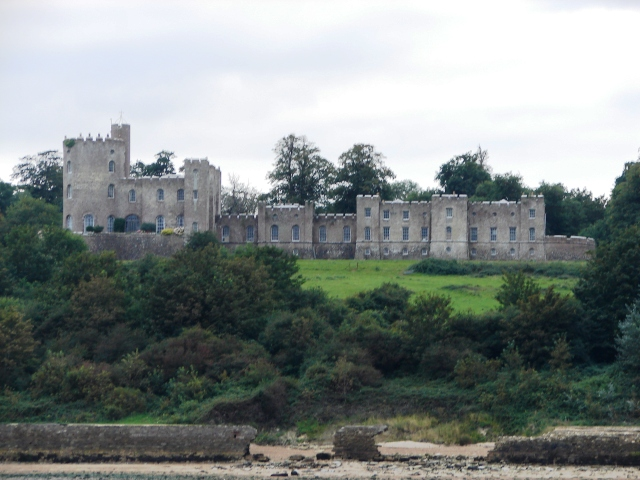
Norris Castle, Isle of Wight
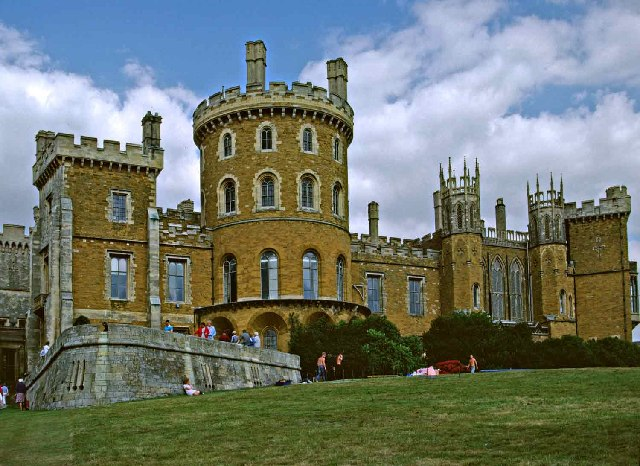
Belvoir Castle, south front
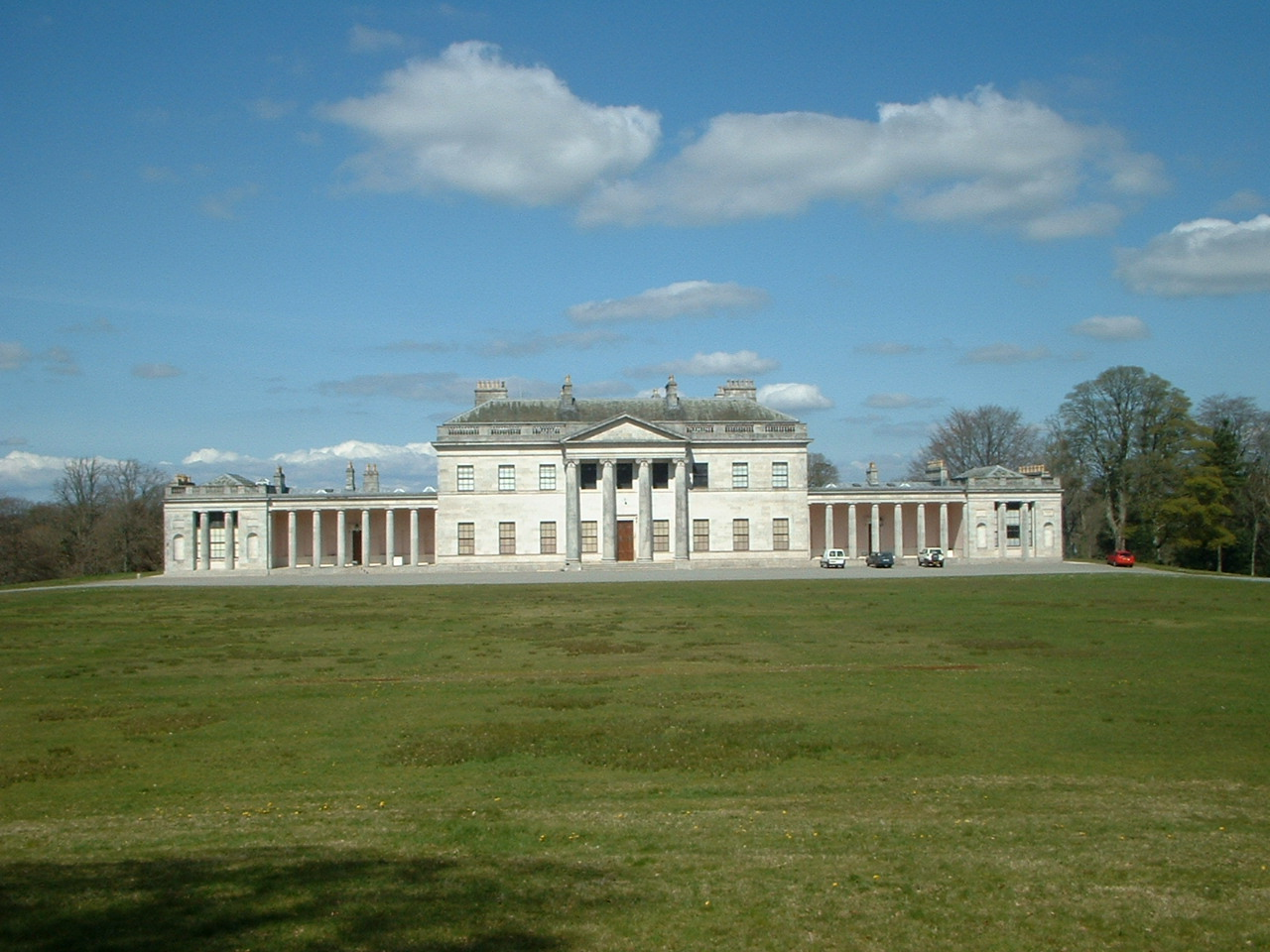
Castle Coole, Enniskillen
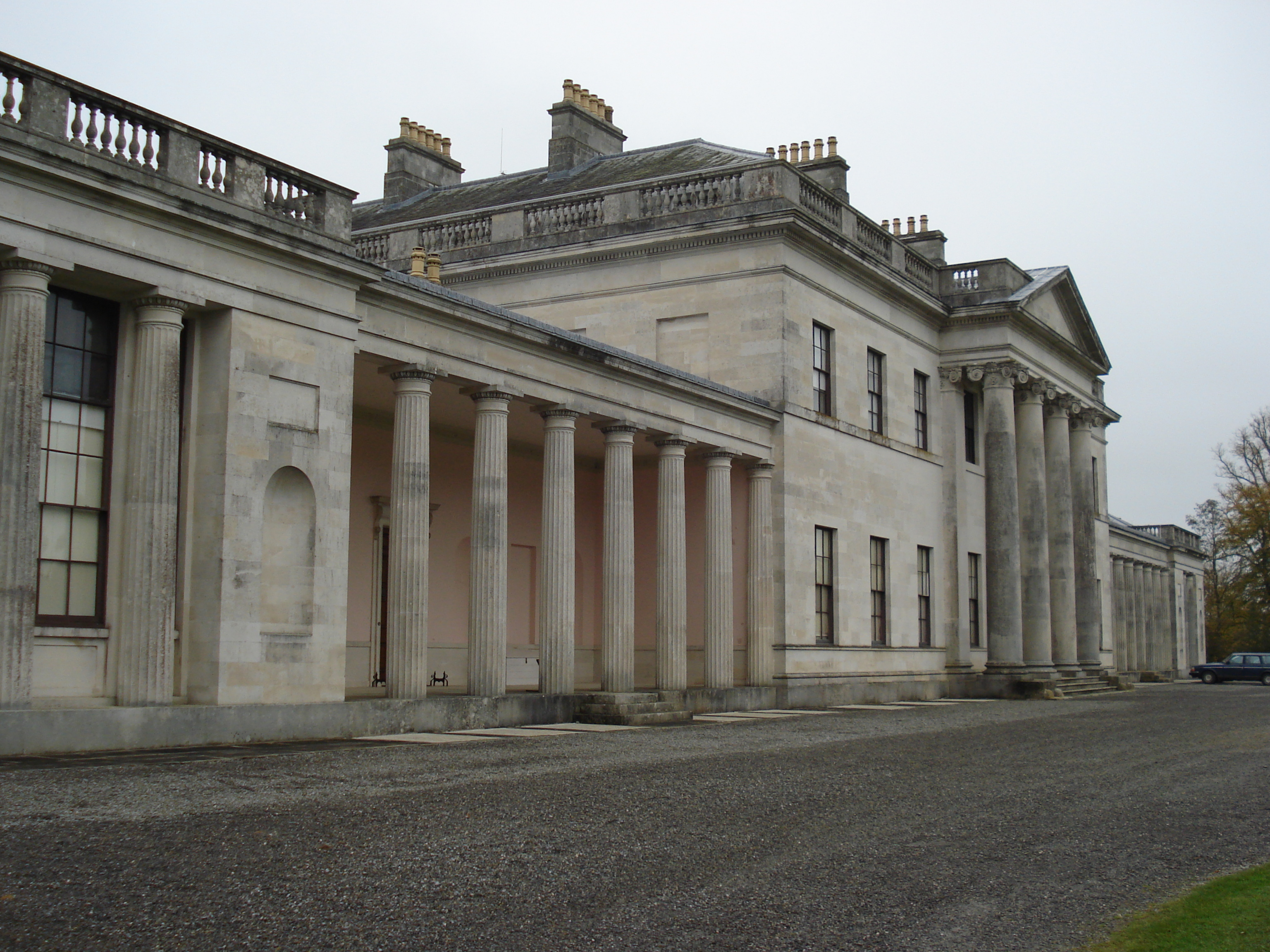
Castle Coole, Enniskillen
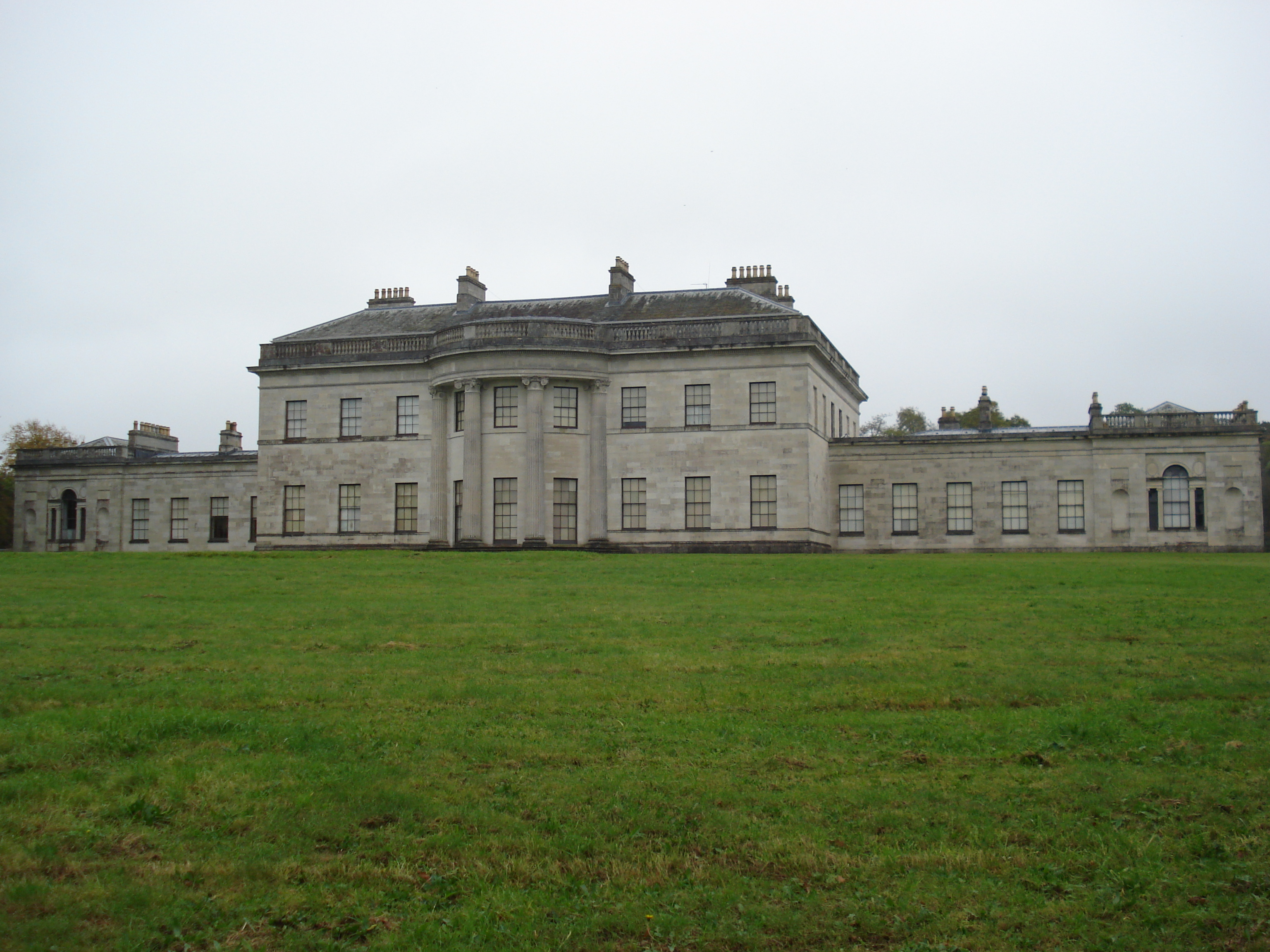
Castle Coole, Enniskillen
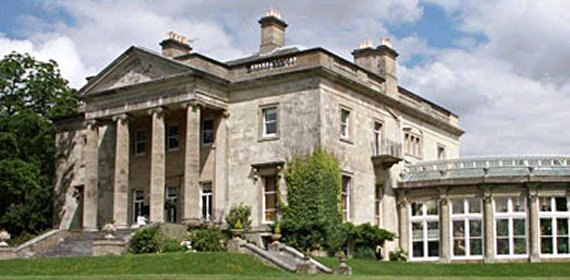
Gaddesden Place
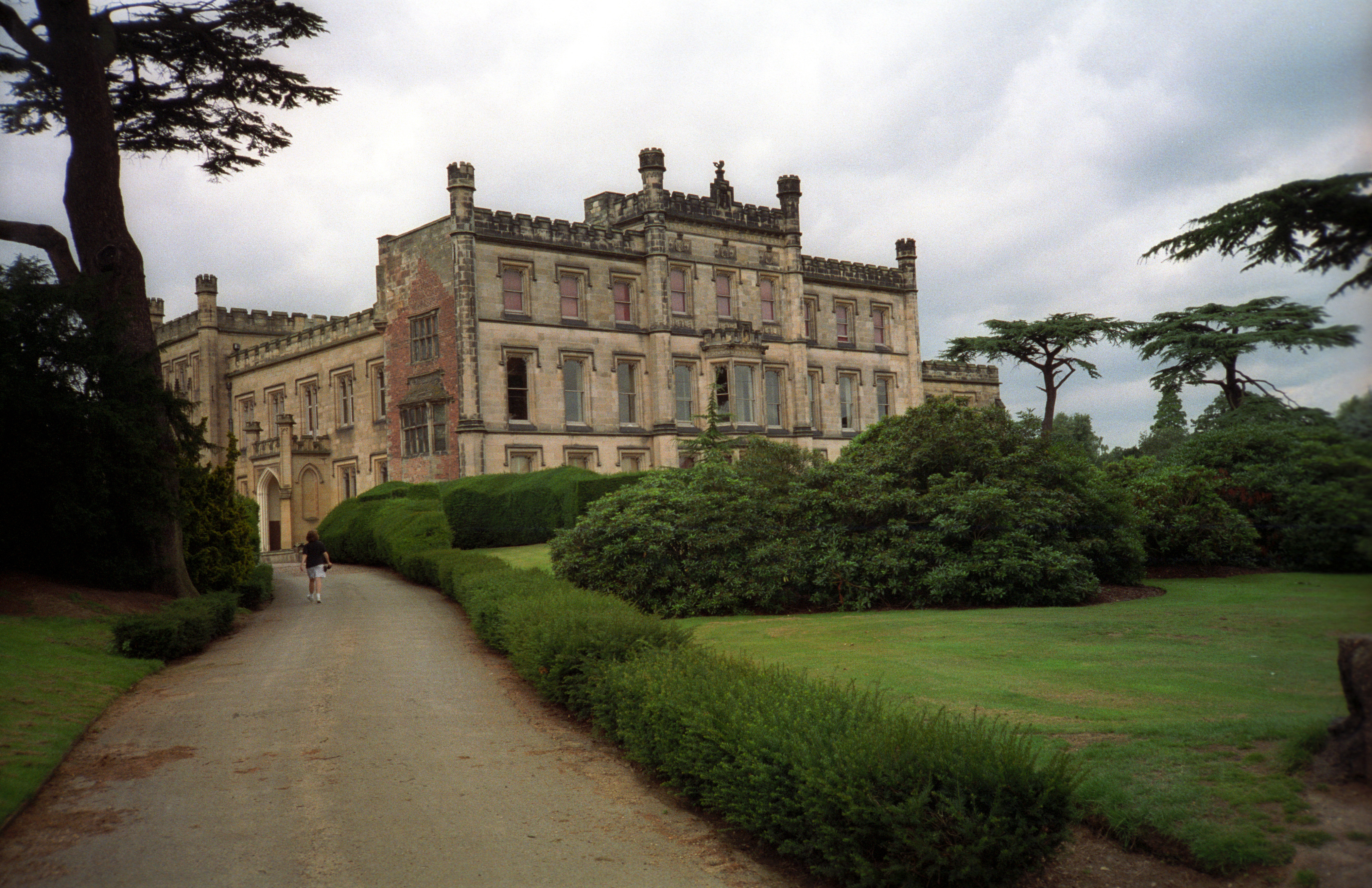
Elvaston Castle
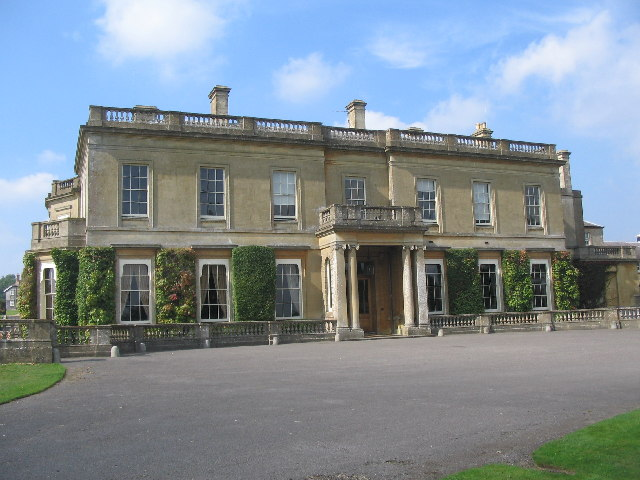
Hartham Park
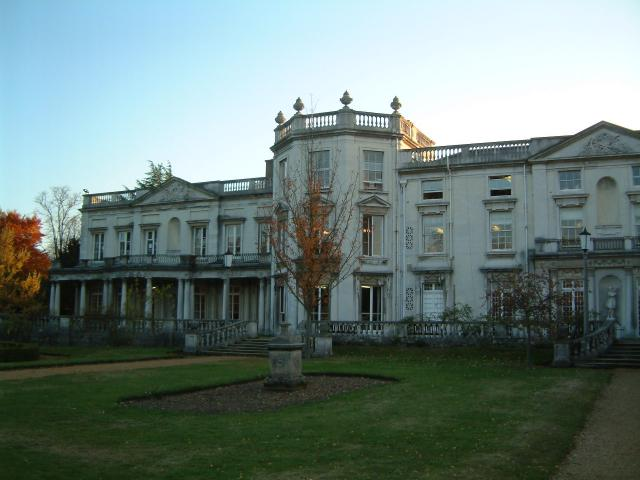
Grove House, Roehampton
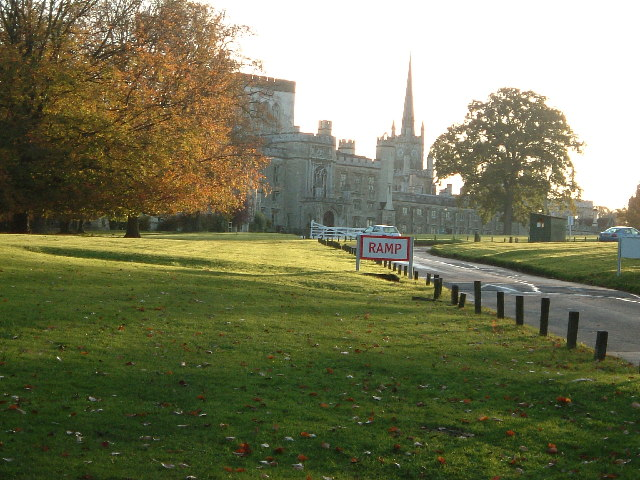
Entrance front, Ashridge
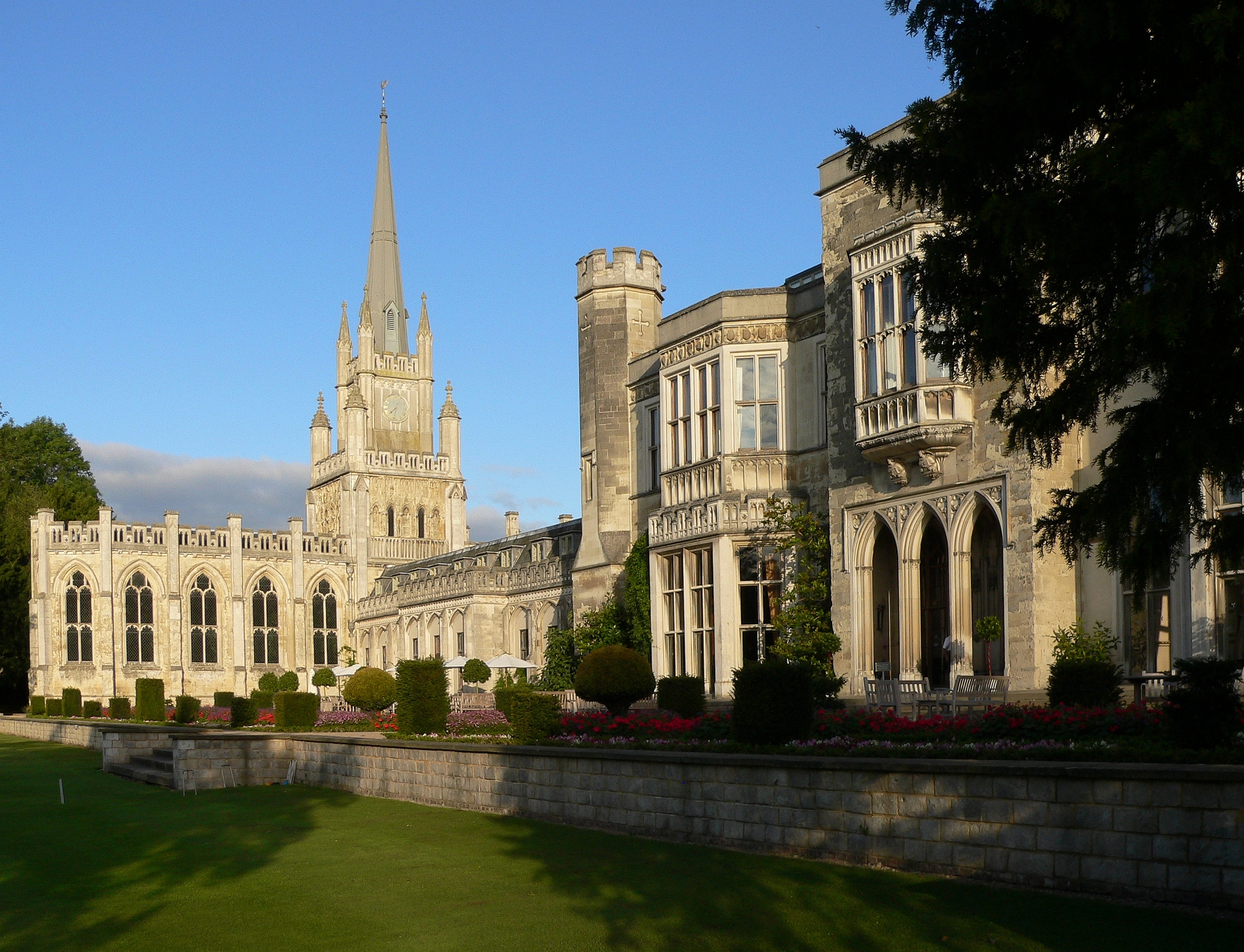
Garden front, Ashridge
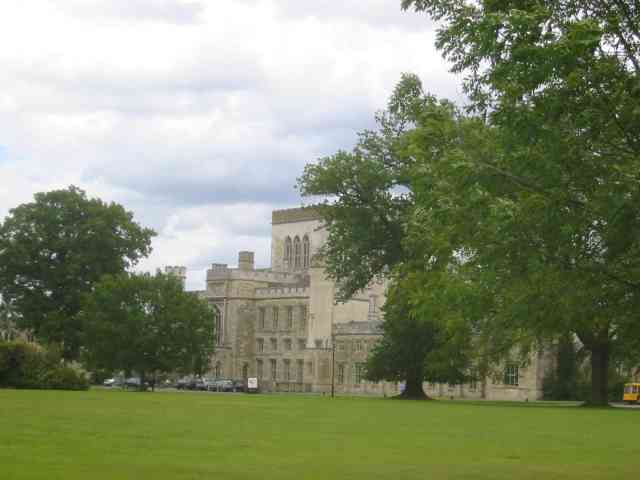
Ashridge House

### Edifícios e jardins

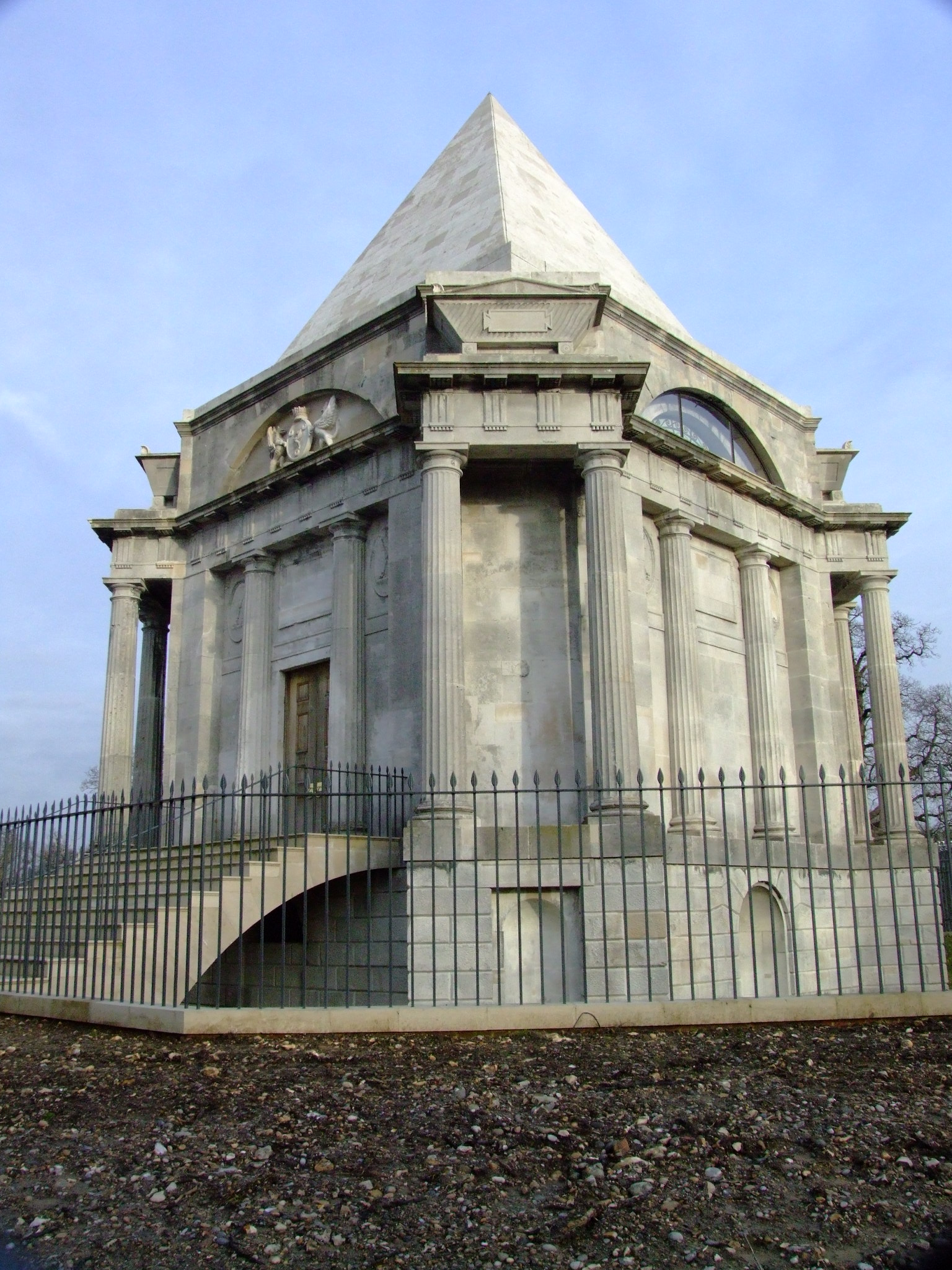
Darnley Mausoleum, Cobham, Kent
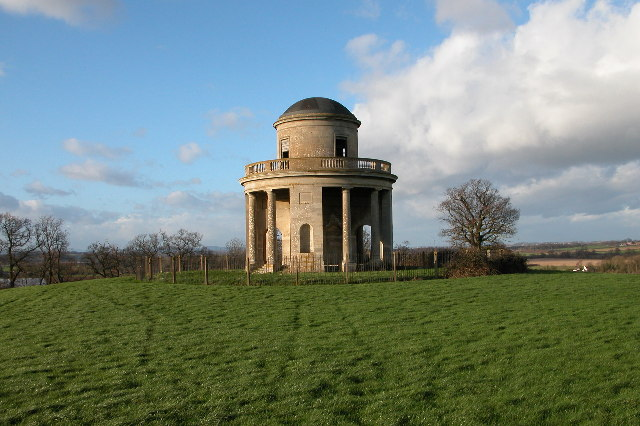
Panorama Tower, Croome Park
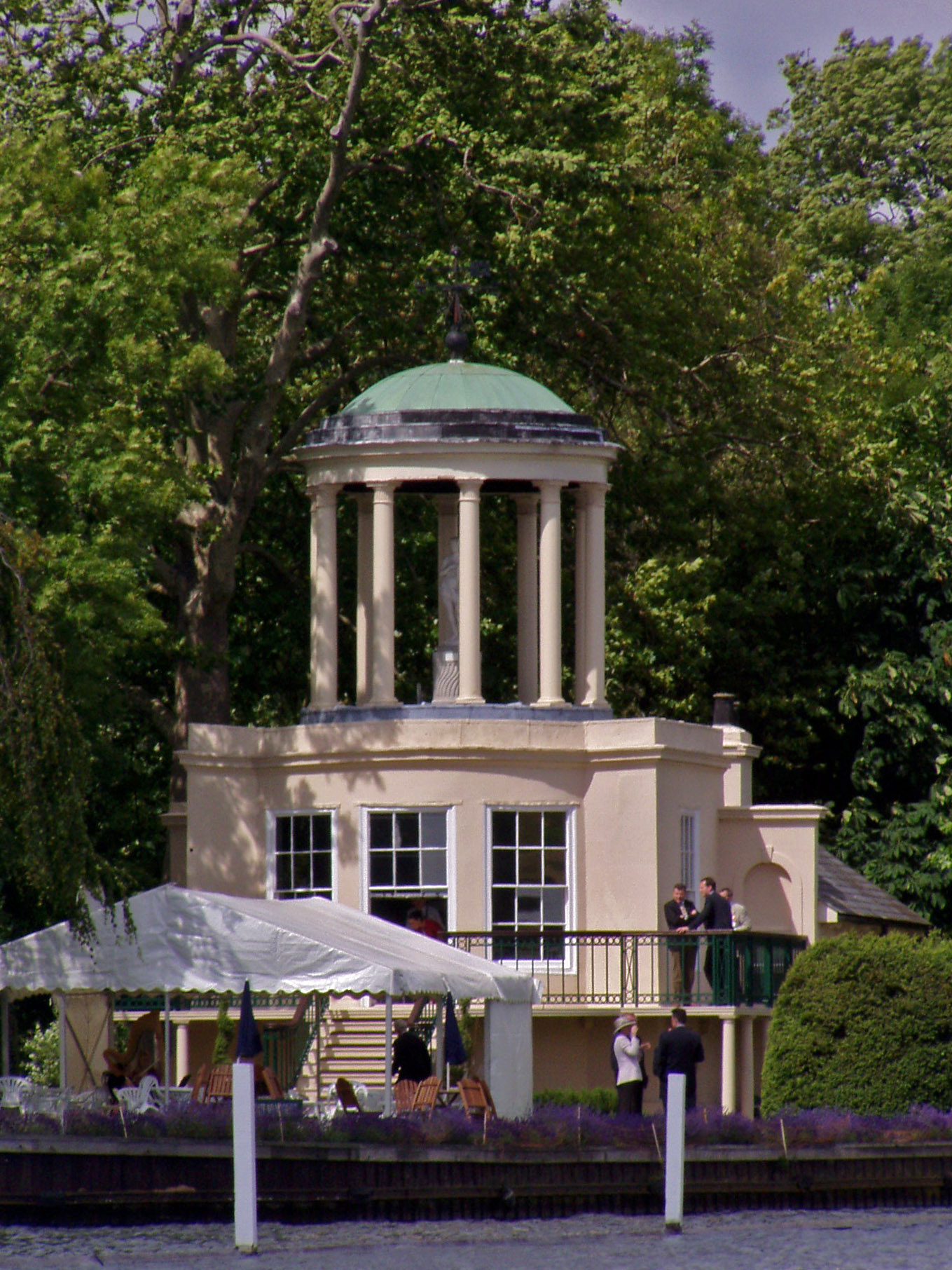
Folly, Temple Island
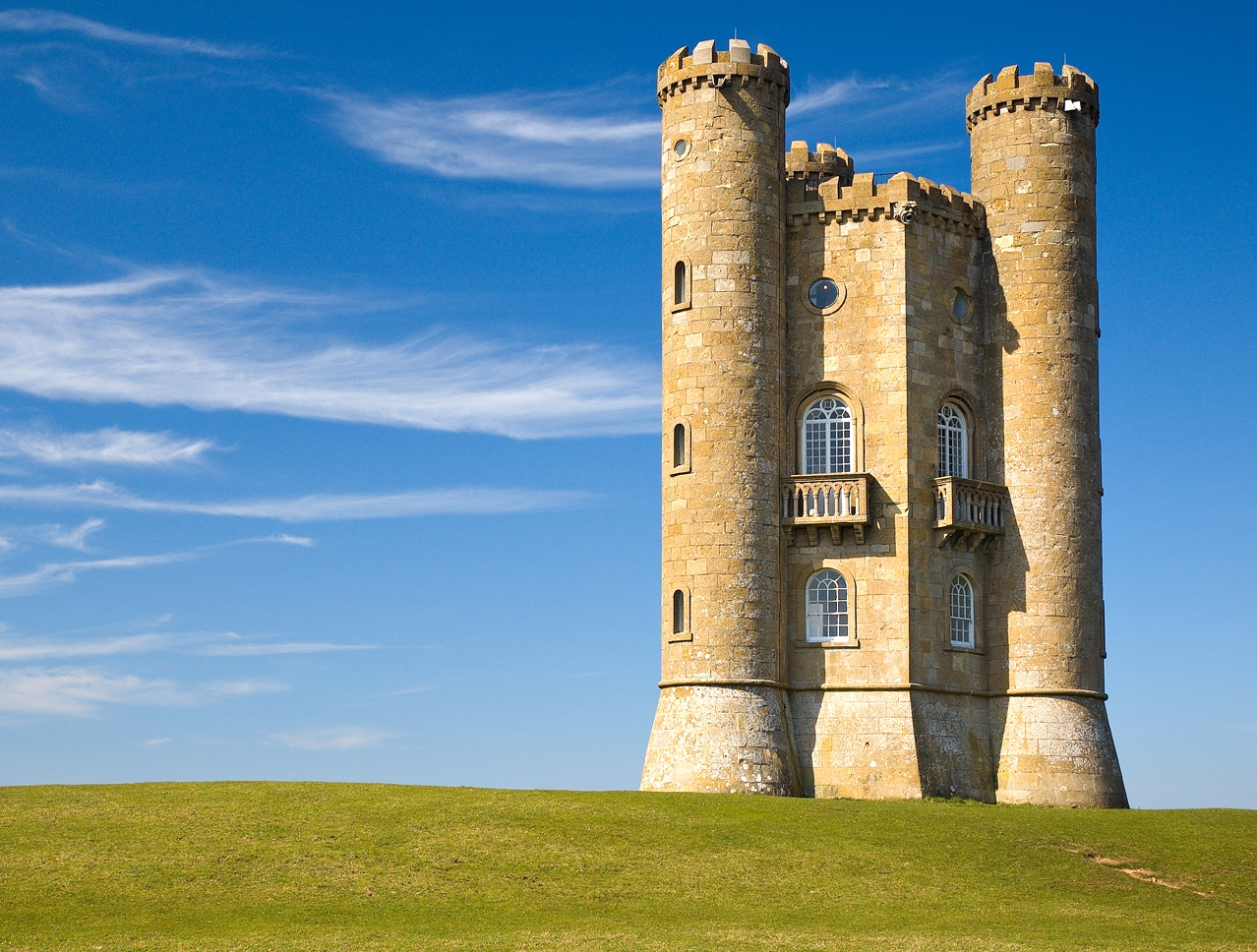
Broadway tower
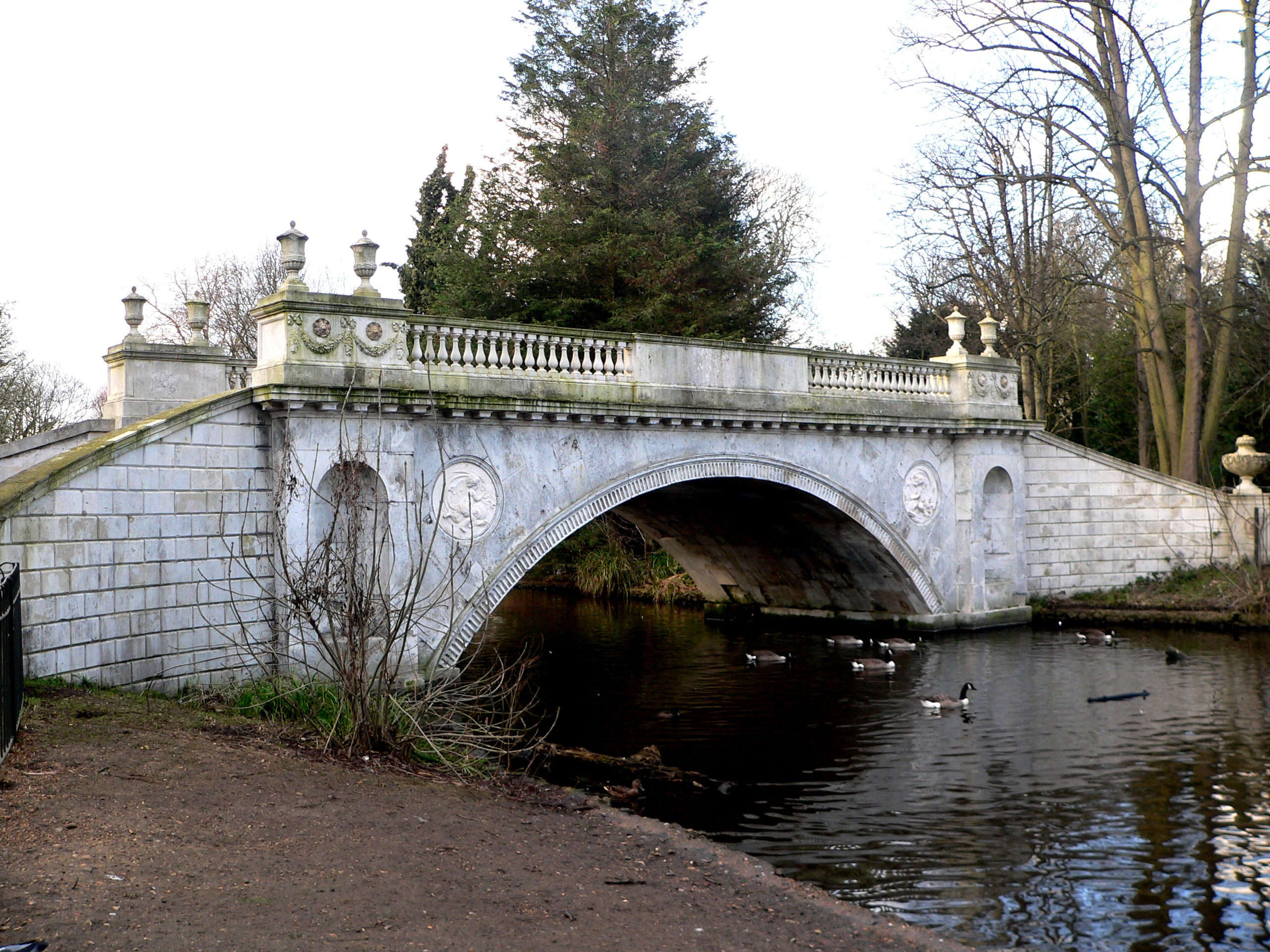
Bridge Chiswick House

### Reformas em casa de Campo

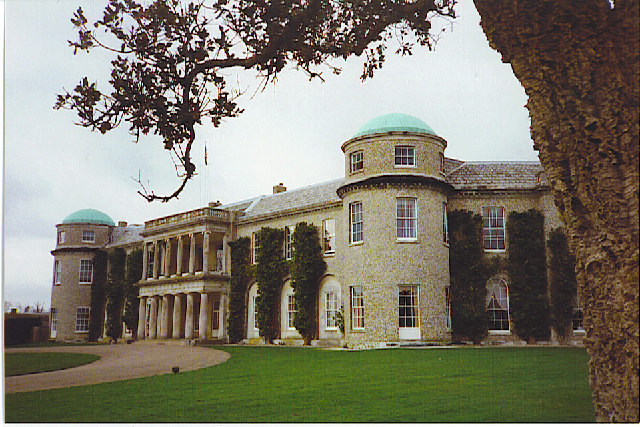
Goodwood House
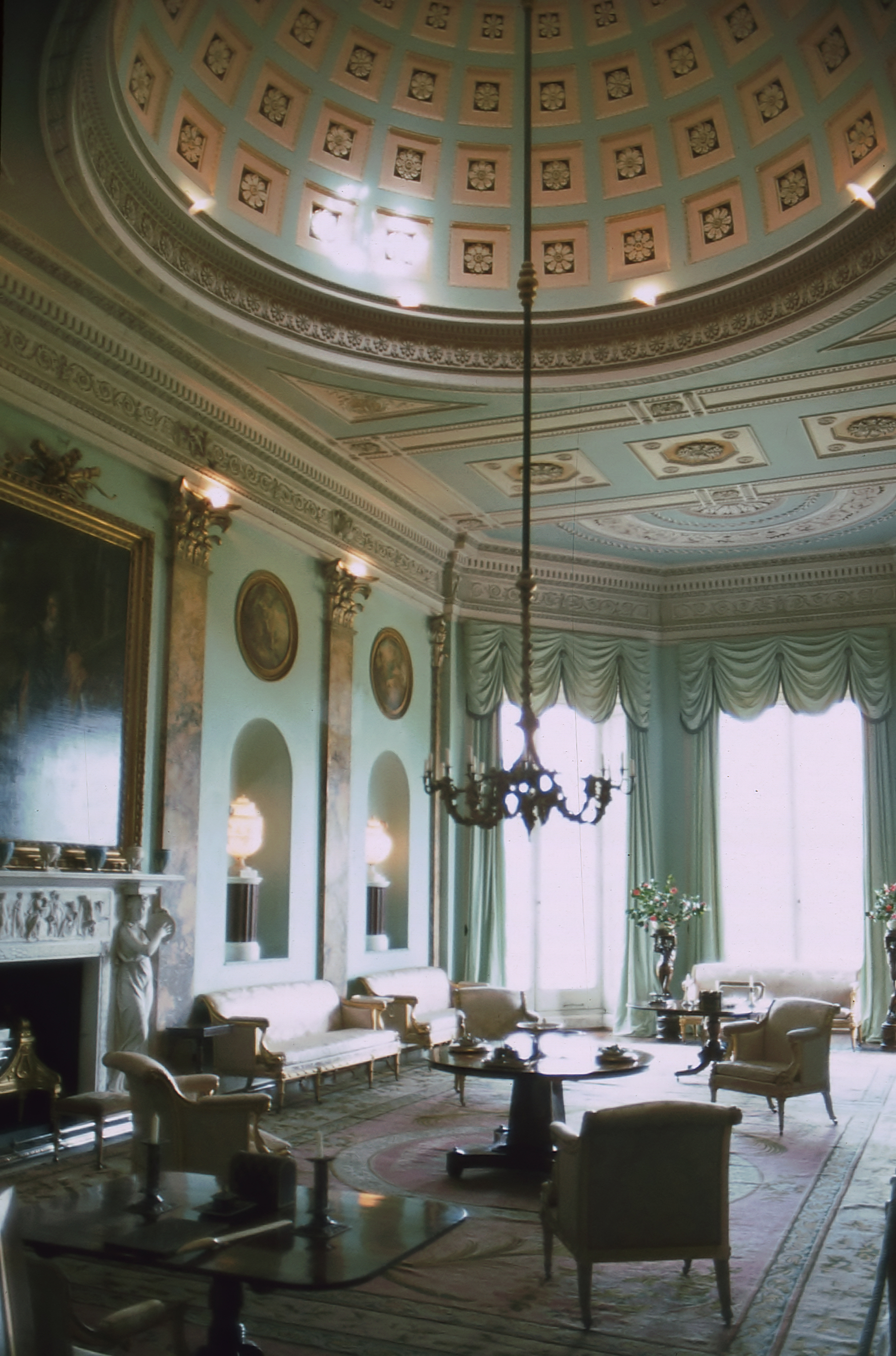
Powderham Castle, Music Room
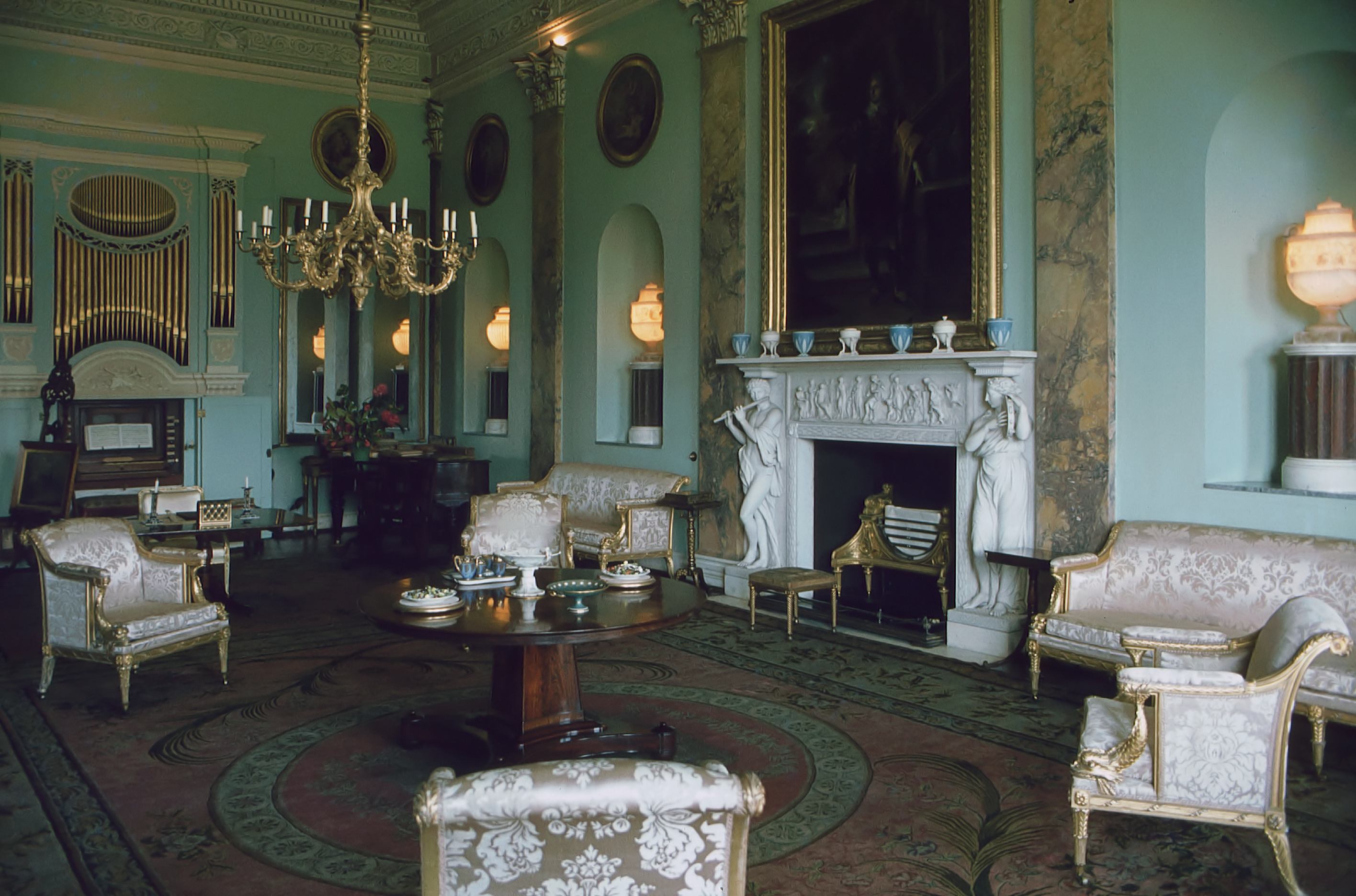
Powderham Castle, Music Room
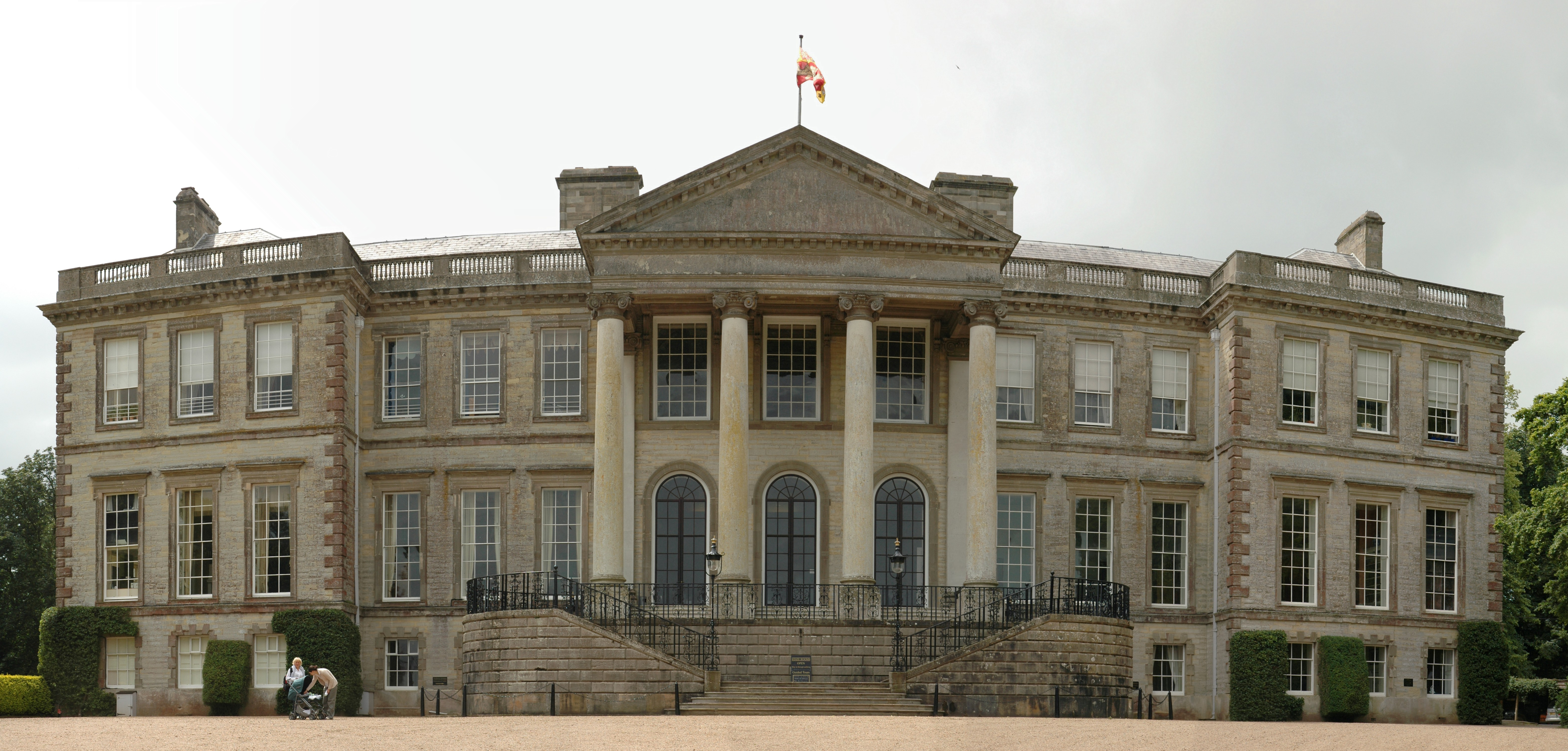
Ragley Hall, with portico added 1780 by Wyatt
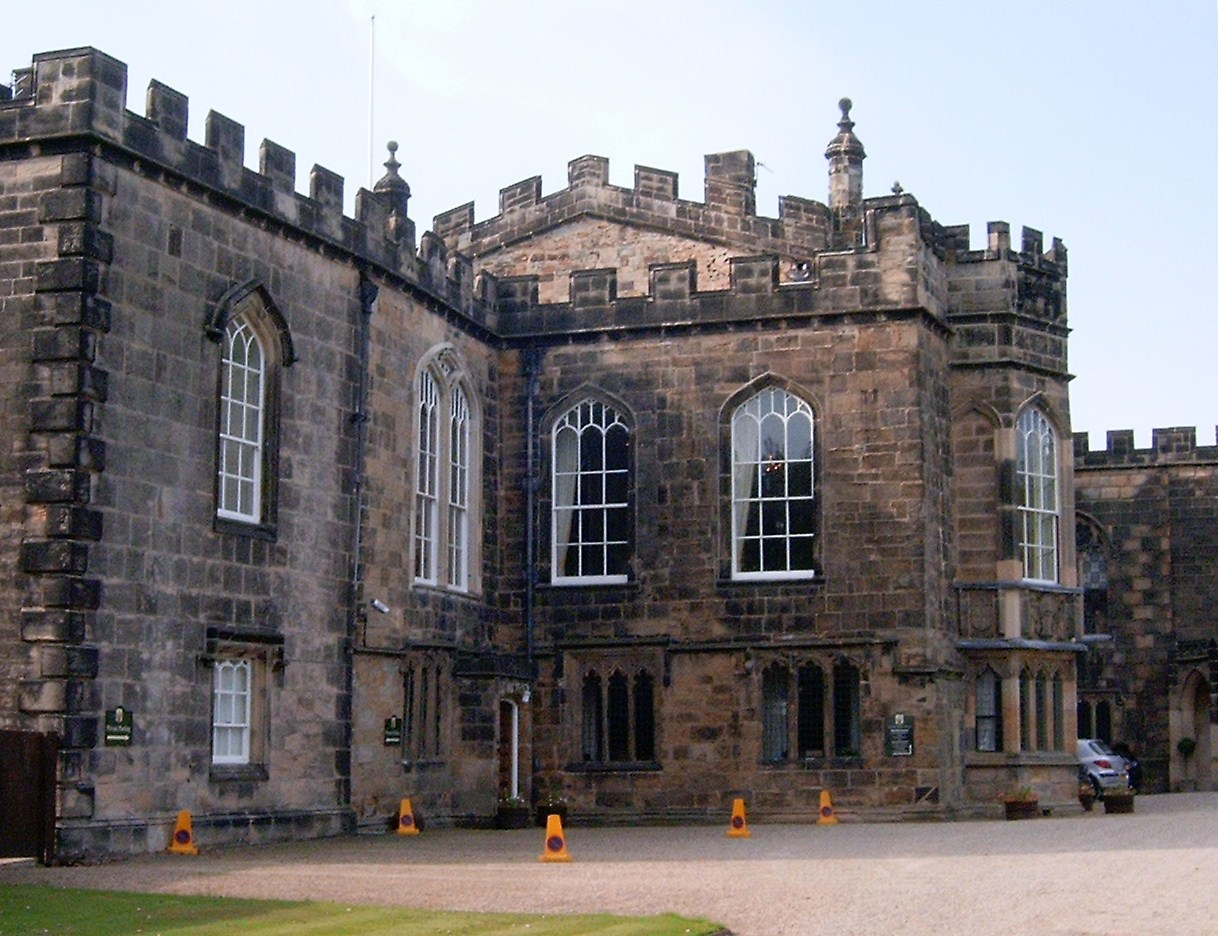
Auckland Castle, County Durham